# Militärakademie „Friedrich Engels“

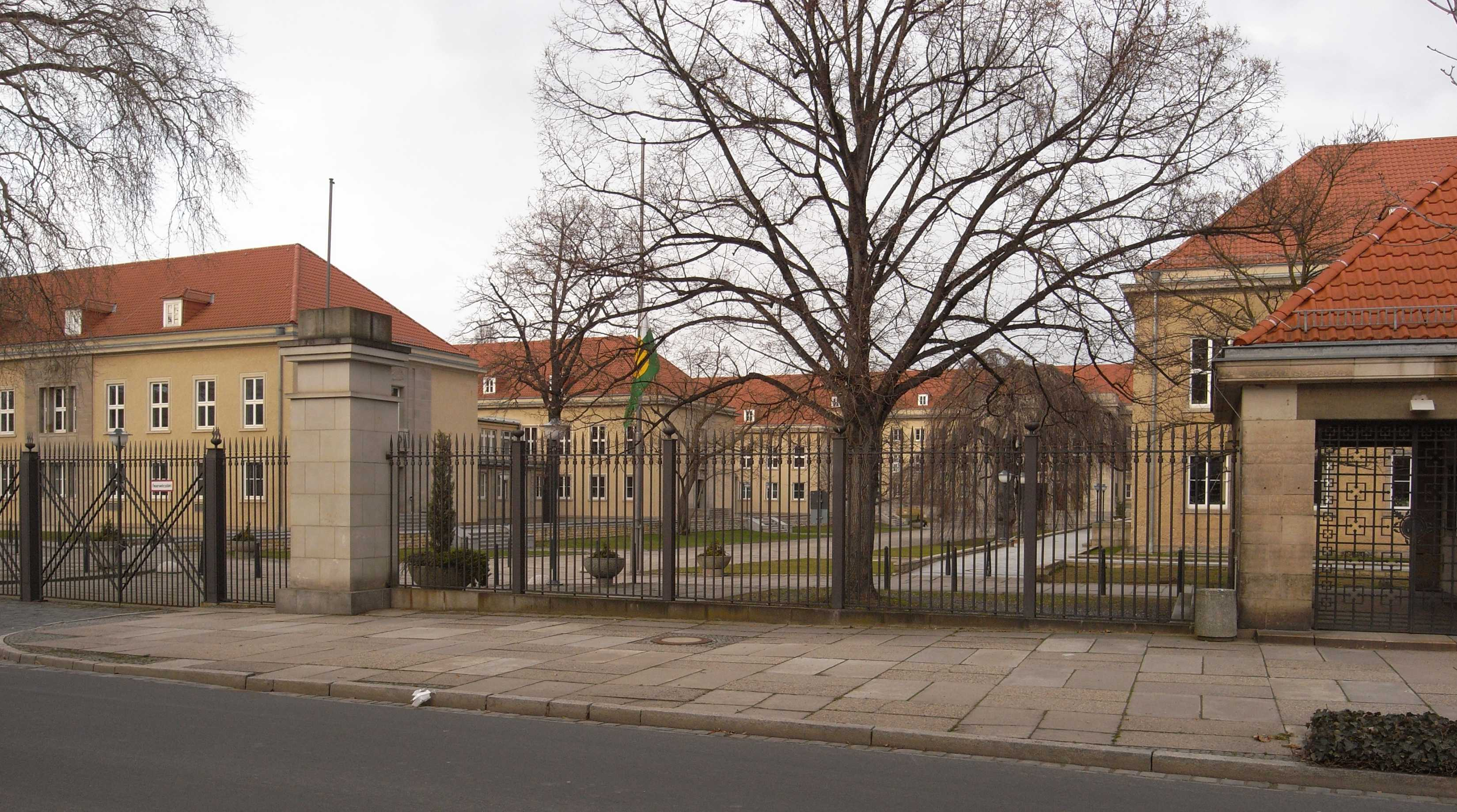
Campus August-Bebel-Straße, Dresden-Strehlen, Haupteingang (2009)

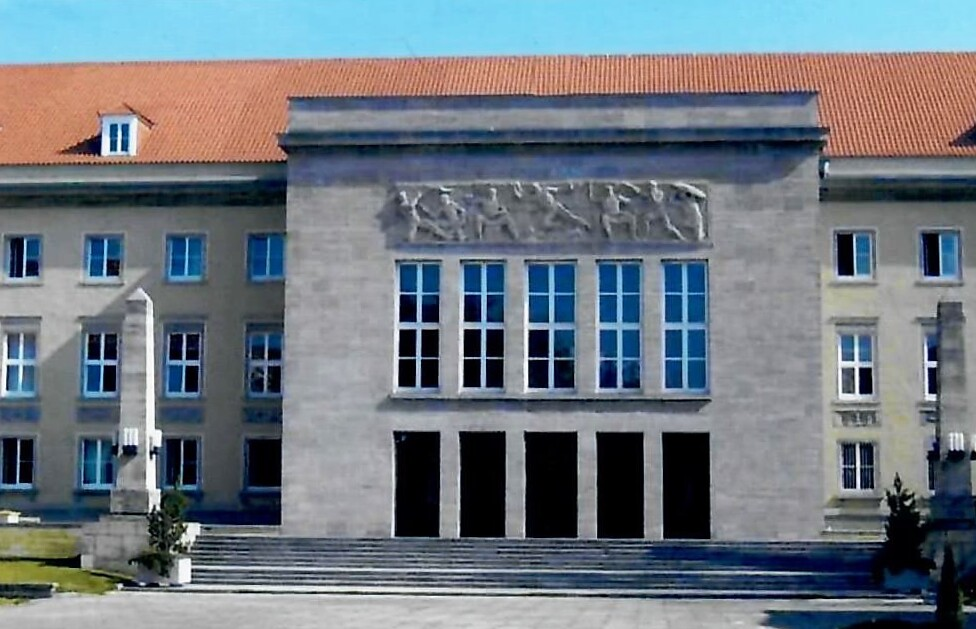
Hauptgebäude mit Portal, ehem. Militärakademie „Friedrich Engels“, Dresden-Strehlen (2009).

Truppenfahne der Militärakademie „Friedrich Engels“

Die Militärakademie „Friedrich Engels“ (MAFE) der Nationalen Volksarmee (NVA) der DDR in Dresden gehörte zu den militärischen Hochschuleinrichtungen der DDR, war die zuerst gegründete und zugleich höchste militärische Lehr- und Forschungsinstitution sowie das Zentrum der militärwissenschaftlichen Forschung in der DDR.
Eine Besonderheit für deutsche Hochschulen war die Formierung und akademische Nutzung der Wissenschaftsdisziplin Militärwissenschaft als kompaktes theoretisches, methodologisches und organisatorisches Wissenschaftsgebäude. Darüber hinaus waren die (Sozial-)Gesellschafts- und Technikwissenschaften an der Militärakademie vertreten.

## Auftrag
Der Auftrag der Militärakademie bestand darin, Offiziere aller Teilstreitkräfte (TSK) der NVA, der Grenztruppen der DDR, der anderen Schutz- und Sicherheitsorgane sowie von Streitkräften anderer Staaten für Führungsfunktionen in den Ebenen Truppenteil, Verband, operativ-taktischer Verband und operative Vereinigung (Großverband), Kommando der TSK bis hin zu ministeriellen Verwendungen oder für Lehreinrichtungen zu qualifizieren. Ausbildung und Studienabschlüsse waren mit denen der sowjetischen Militärakademien vergleichbar.
Zum Auftrag gehörten, neben Lehre und Forschung zur Verwirklichung der Verteidigungspolitik der DDR, die Pflege des militärwissenschaftlichen Erbes, die Entwicklung zum Zentrum der militärwissenschaftlichen Arbeit und eine enge Praxisverbundenheit als Ausgangspunkt und Ziel ihres Wirkens.
Daneben waren die Förderung des wissenschaftlichen Nachwuchses (Promotion A und B) sowie die berufsbegleitende Fort- und Weiterbildung für Führungskräfte zu gewährleisten.

## Geschichte

### Vorgeschichte
Der institutionelle Ausgangspunkt für die Militärakademie wurde im Februar 1949 durch die von Berlin nach Kochstedt (Land Sachsen-Anhalt) verlegte Hochschule der deutschen Verwaltung des Inneren gesetzt.
Am 15. November 1949 eröffnete diese den Lehrbetrieb, umbenannt als Offiziersschule Kochstedt der Hauptverwaltung Ausbildung (HVA) des Ministeriums des Innern (MdI), unter Leitung von Chefinspekteur der Volkspolizei Walter Freytag.
Ab September 1952 setzte sie mit neuem Standort in Dresden die Arbeit als Höhere Offiziersschule des MdI fort, unter Führung von Generalleutnant Walter Freytag.
Im Jahr 1953 erfolgte die Umwandlung in die Hochschule der Kasernierten Volkspolizei (KVP). Oberst Wilhelm Adam, ehemals Adjutant des Oberbefehlshabers der 6. Armee der deutschen Wehrmacht, nach 1945 Minister für Finanzen des Landes Sachsen und Volkskammerabgeordneter, übernahm, nachdem er in die KVP eingetreten war, die Funktion als Kommandeur der Hochschule.
Der ehemalige Generalfeldmarschall Paulus hielt nach seiner Rückkehr aus der Kriegsgefangenschaft hier an der Hochschule einige Vorlesungen zu persönlichen Erlebnissen und Erfahrungen. Bereits im Jahr 1954 arbeitete eine kleine Arbeitsgruppe unter seiner Leitung als Kriegsgeschichtliche Forschungsanstalt in Dresden. Aus diesem Institut ging im Jahr 1958 das Institut für Deutsche Militärgeschichte hervor, das 1972 in Militärgeschichtliches Institut der DDR umbenannt wurde.
Mit Gesetz der Volkskammer vom 18. Januar 1956 wurde die NVA geschaffen. Gemäß Befehl 1/56 des Ministers für Nationale Verteidigung, Generaloberst Willi Stoph, ging am 5. Oktober 1956 aus ihr die Hochschule für Offiziere der NVA, Dresden, als höchste militärische Lehreinrichtung der DDR hervor. Oberst Wilhelm Adam wurde ihr erster Kommandeur; gefolgt ab 1. April 1958 von Generalmajor Heinrich Dollwetzel. Die politisch zuverlässigen und fachlich fähigsten Offiziere der Hochschule der KVP wurden von der Hochschule der NVA übernommen und unter der übergebenen Truppenfahne vereidigt.
Die Hochschule erhielt den Auftrag, das wissenschaftliche Niveau der Ausbildung in allen Fachgebieten zu heben, um damit Voraussetzungen für eine Militärakademie zu schaffen. Mit ihrer Gründung entstanden die Lehrstühle Gesellschaftswissenschaftliche Ausbildung, Infanterieausbildung, Artillerieausbildung und Panzerausbildung. Neben den Zweijahreslehrgängen, in denen vorwiegend bereits im Truppendienst erfahrene Offiziere als Regimentskommandeure, deren Stellvertreter sowie Stabschefs für Mot.-Schützen-, Panzer- und Artillerietruppenteile, Leiter von Spezialtruppen und Diensten ausgebildet wurden, führte die Hochschule einjährige Qualifizierungslehrgänge für leitende Offiziere durch.
Nachdem die Bundeswehr im Jahr 1956, d. h. von Anfang an, in die Militärstrukturen der NATO integriert worden war, erfolgte auf Beschluss des Politischen Beratenden Ausschusses der Staaten des Warschauer Vertrages vom 24. Mai 1958 die Einbeziehung der NVA in die Vereinten Streitkräfte. Die Gründung der Militärakademie ging darauf zurück, dass sich die NVA den Anforderungen der Blockkonfrontation stellen musste.
Mit Ministerbefehl 52/58 wurde ab Mai 1958 die Umwandlung der Hochschule für Offiziere in eine Militärakademie eingeleitet. Laut Beschluss des Ministerrates vom 28. November 1958 sollte sie als erste militärische Einrichtung das Recht erhalten, den akademischen Grad „Diplommilitärwissenschaftler“ und „Diplomingenieur“ zu verleihen und wissenschaftliche Aspiranturen einzurichten. Der Beschluss stellte die Militärakademie zum einen den zivilen DDR-Hochschulen gleich, zum anderen wies er eine führende Position im System der militärischen Ausbildung zu.

### Gründung
Die Gründung der Militärakademie der NVA in Dresden am 5. Januar 1959 war keine Augenblicksentscheidung, sondern aus Anforderungen der militärischen Blockkonfrontation und den militärpolitischen Bündnisverpflichtungen der DDR abgeleitet. Sie war, wie viele politische Nachkriegsentwicklungen im geteilten Deutschland, unter anderem Reaktion auf den Rüstungswettlauf im Kalten Krieg und die zwei Jahre zuvor vollzogene Gründung der Führungsakademie der Bundeswehr.

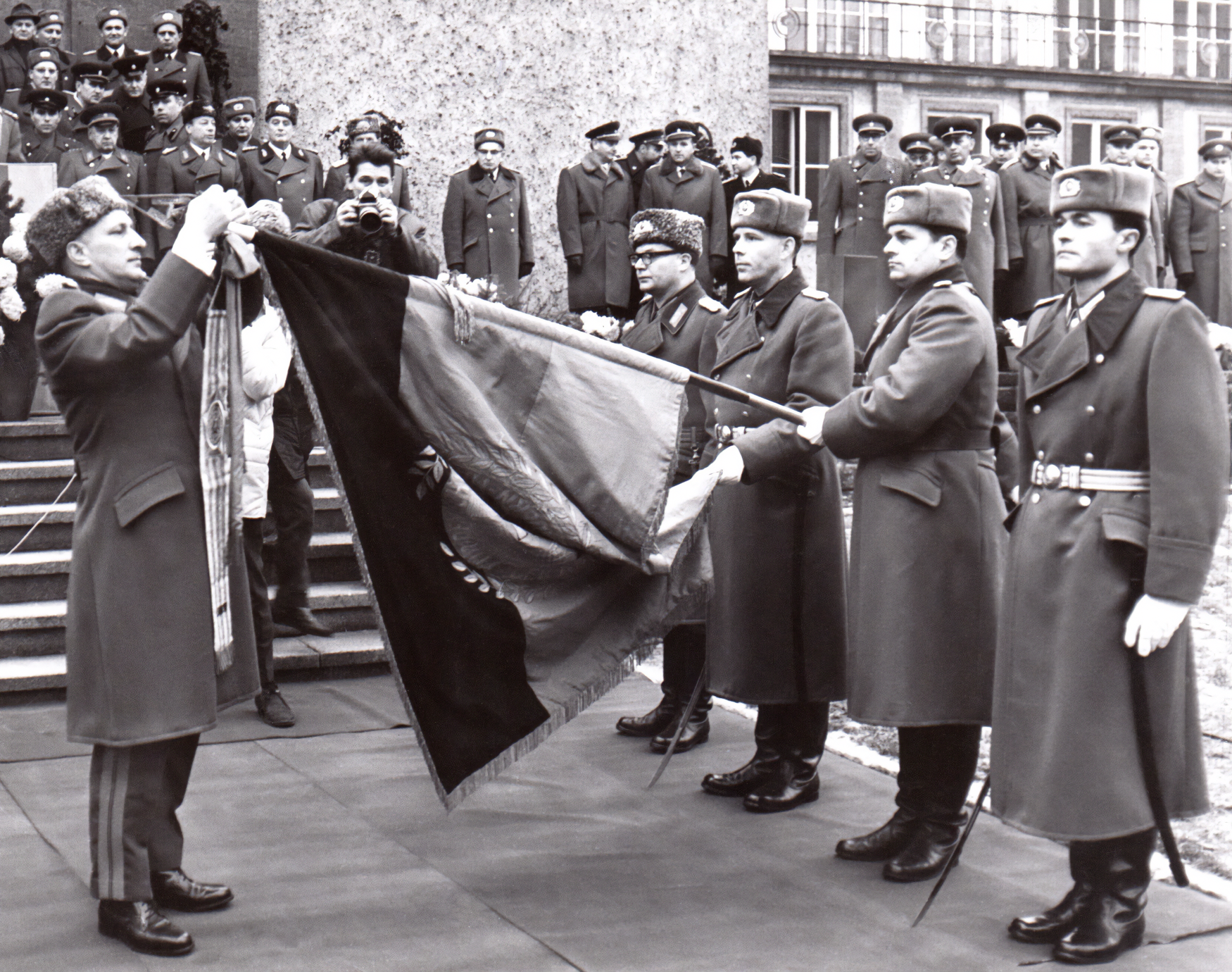
Fahnenschleife zum „Kampforden in Gold“, GenLtn. Heinz Keßler, am 10. Januar 1969.
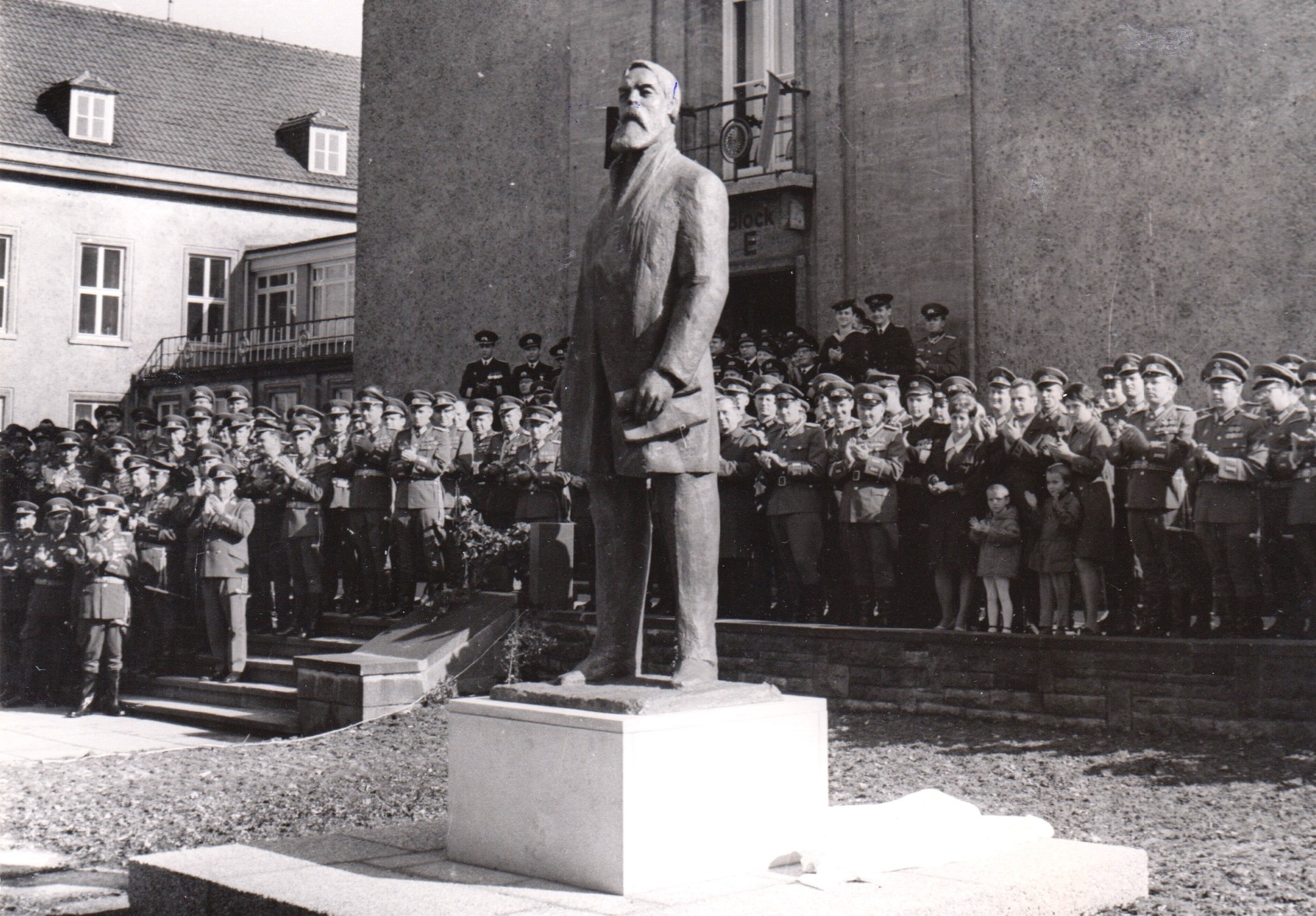
Fr.-Engels-Denkmal, anlässl. 20 Jahre DDR, Innenhof vor Eingang E, enthüllt 10. Okt. 1969.

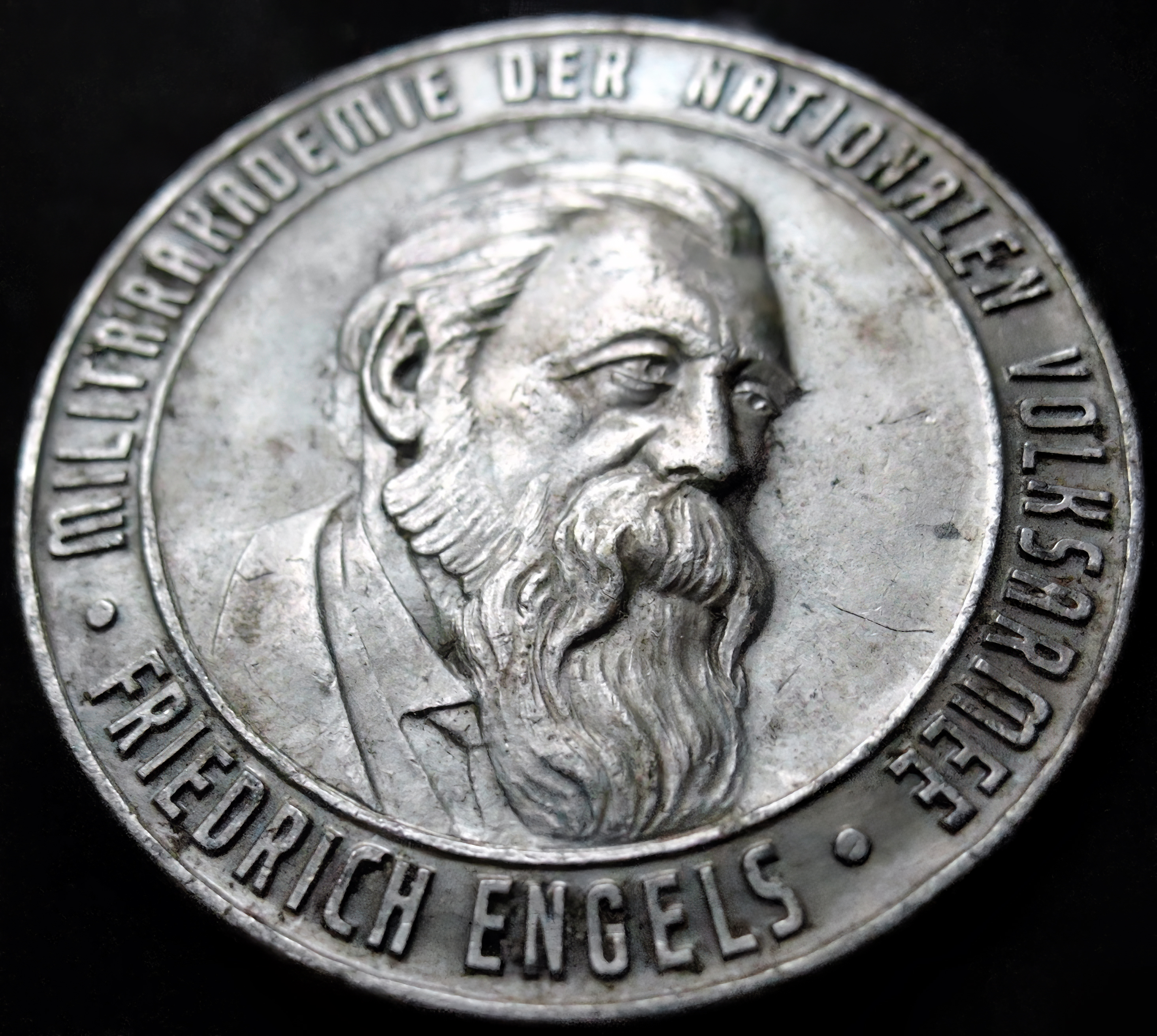
Die Militärakademie erhielt den Ehrennamen „Friedrich Engels“

Die DDR-Militärakademie stand von Beginn an in einem besonders engen Verhältnis zur SED-Führung, deren politischer Führungsanspruch durch Artikel 1 der DDR-Verfassung abgesichert wurde. Davon zeugt die Verleihung des Ehrennamens „Friedrich Engels“ an die Akademie, noch am Gründungstag und als erstem Strukturelement der NVA. Am Eröffnungstag bekam sie für die ersten Jahre ihren Auftrag zugewiesen.
Aus dieser politischen Vorgabe entsprang eine permanente politisch-ideologische Erziehung und gesellschaftswissenschaftliche Qualifizierung. Vom Lehrpersonal und von den Offiziershörern wurde ein klares Bekenntnis zur Parteipolitik der SED erwartet. Erst ab Mitte der 1980er Jahre erodierte ihr Einfluss und führte schließlich im Dezember 1989 zur Auflösung der SED-Parteiorganisationen in der NVA und den Grenztruppen der DDR, darunter in der Militärakademie.

### Status
Die Militärakademie hatte den rechtlichen Status einer Hochschule der DDR und somit das Recht, den Absolventen und Aspiranten akademische Grade zu verleihen: Diplom-Militärwissenschaftler, Diplom-Ingenieur, Diplom-Gesellschaftswissenschaftler, Diplomlehrer, Doktor eines Wissenschaftszweiges und Doktor der Wissenschaften.
Sie gehörte zum zweiten Sektor des DDR-Hochschulwesens, zu den sogenannten Hochschulen mit Sonderstatus. Durch ihre Integration in die NVA bedingt, ergaben sich einige signifikante Unterschiede zu den zivilen Hochschulen.
- Die Zuständigkeiten des Ministers für das Hoch- und Fachschulwesen (MHF) der DDR wurden im Wesentlichen auf den Minister für Nationale Verteidigung (MfNV) übertragen, der in Absprache mit dem MHF Ordnungen zur Durchsetzungen der gesetzlichen Hochschulbestimmungen erließ.
- Im Unterschied zu den zivilen DDR-Hochschulen waren der Rektor (Kommandeur, K-MA / Chef der Militärakademie, C-MA), die Prorektoren (Stellvertreter des Chefs), die Sektionsdirektoren (Kommandeure der Sektionen) und die Dekane nicht wählbar. Die Führungskräfte der Militärakademie waren Generale und Offiziere und wurden durch Befehl in ihre Dienststellungen eingesetzt.
- Die Studierenden (Offiziershörer, im Alter von ca. 30 Jahren, in der Regel Familienväter) und Lehrgangsteilnehmer waren Offiziere und Generale, die bereits eine Fach- oder Hochschule absolviert und berufliche Erfahrung gesammelt hatten.
- Militärfachliche Lehr- und Forschungsgegenstände unterlagen zum großen Teil der militärischen Geheimhaltung.
- Obwohl sich die Akademie der NVA an dem Bild der sowjetischen Militärakademien orientierte, war die Zusammenführung aller Teilstreitkräfte, der militärtechnischen und der sozialwissenschaftlichen Disziplinen unter einem akademischen Dach ein Novum in den Warschauer Vertragsstaaten.
- Bis zum Jahr 1990 war ständig ein sowjetischer General mit der Dienstbezeichnung Militäroberspezialist als Vertreter der Vereinten Streitkräfte an der Akademie tätig.[10]

Die Bezeichnung Sonderstatus erstreckt sich außerdem darauf, dass die Militärakademie gemeinsam mit den anderen Hochschulen der NVA, der Grenztruppen der DDR, der anderen Schutz- u. Sicherheitsorgane sowie der gesellschaftlichen Organisationen in den staatsoffiziellen Darstellungen (Statistiken, Jahrbüchern, UNESCO-Berichten) über die Hochschullandschaft der DDR ausgespart blieb.

### Promotionsrecht
Die Erteilung des Diplom-, Promotions- und Habilitationsrechts sowie die Berufung von Hochschullehrern (Dozenten, Professoren) oblag unverändert dem MHF. Neben dem anfänglichen Recht zur Verleihung akademischer Diplom-Grade erhielt die Militärakademie im April 1962 vom MHF das Promotionsrecht für den Doktor eines Wissenschaftszweiges (Dr. rer. mil., Dr. rer. pol., Dr. oec., Dr. phil., Dr.-Ing.) und Doktor der Wissenschaften (Dr. sc. mil., Dr. sc. pol., Dr. sc. phil., Dr. sc. oec., Dr. sc. techn.). Über die Verleihung akademischer Grade und die wissenschaftliche Nachwuchsförderung konnte der Rat der Militärakademie (ab 1970 Wissenschaftliche Rat) als kollektives Beratungsgremium des K-MA / C-MA eigenverantwortlich entscheiden. Im Zuge der Militärreform wurde Ende März 1990 ein Konzil mit einem Senat gewählt, das an die Stelle des Wissenschaftlichen Rates trat.
Die erste Dissertation wurde im Juli 1963 an der Akademie verteidigt. Mit jährlich rund 25 erfolgreichen Promotionsverfahren baute die Militärakademie ihr wissenschaftliches Niveau aus. Bis Juni 1990 wurden insgesamt 542 Promotionsverfahren A und 99 Promotionsverfahren B abgeschlossen. In der Aspirantur waren selbst im April 1990 noch 147 Offiziere. Letzte Promotionsurkunden wurden vom Konzil der MA-FE am 25. September 1990 verliehen.
Insgesamt wurden an der Militärakademie „Friedrich Engels“ 680 Aspiranten zur Promotion geführt, darin eingeschlossen waren sechs ausländische Offiziere. Etwa 80 Prozent der 567 A-Promotionen (Dr.) und 113 B-Promotionen (Dr. sc.) unterlagen der Geheimhaltung. Da Offiziershochschulen kein Promotionsrecht besaßen, waren die Promotionsverfahren an der Militärakademie „Friedrich Engels“ zu über einem Drittel aus Gründen der wissenschaftlichen Nachwuchsförderung für die Offiziershochschulen veranlasst.

### Leitungsstruktur

#### Leitung
Die Militärakademie unterstand dem Minister für Nationale Verteidigung der DDR, welcher die Dienstaufsicht auf einen seiner Stellvertreter übertrug. Die Militärakademie wurde von einem Kommandeur (ab 1959, K-MA) / Chef (1970–1990, C-MA) geführt.
Die Politische Hauptverwaltung der NVA (PHV) nahm auf den Stellvertreter des C-MA und Leiter der Politabteilung Einfluss, dem die Sektion Gesellschaftswissenschaften, das Musikkorps und (ab 1984) die Wissenschaftliche Bibliothek unterstanden.
Dem Chef der Militärakademie war ein Vertreter des Oberkommandos der Vereinten Streitkräfte (OK-VSK) der Staaten des Warschauer Vertrags als Berater (Militäroberspezialist) beigeordnet.

#### Chefs der Militärakademie
(Titel vor September 1970: Kommandeur der Militärakademie. Auflistung nach: Historischer Abriss 1988, Froh/Wenzke, Demmer/Haueis 2008.)
| Dienstgrad      | Vorname Name        | Zeitraum                               | Bemerkung                                                      |
| --------------- | ------------------- | -------------------------------------- | -------------------------------------------------------------- |
| Generalmajor    | Heinrich Dollwetzel | 1. Oktober 1958 bis 30. September 1959 | vorher Kommandeur der Hochschule für Offiziere der NVA         |
| Generalmajor    | Fritz Johne         | 1. Oktober 1959 bis 31. Mai 1963       | vorher Chef eines Militärbezirkes                              |
| Generalmajor    | Heinrich Heitsch    | 1. Juni 1963 bis 30. April 1964        | m.d.F.b.                                                       |
| Generalleutnant | Hans Wiesner        | 1. Mai 1964 bis 10. Dezember 1986      | vorher Leiter der Politischen Verwaltung eines Militärbezirkes |
| Generalleutnant | Manfred Gehmert     | 11. Dezember 1986 bis 28. Februar 1990 | vorher Chef eines Militärbezirkes                              |
| Generalleutnant | Hans Süß            | 1. März (April) bis 30. September 1990 | vorher Kommandeur der OHS der LSK/LV                           |
| Oberst          | Gerhard Kolitsch    | 1. Oktober 1990 bis 31. Dezember 1990  | m. d. F. b.                                                    |

#### Führungsstruktur
Die Führungsstruktur der Militärakademie veränderte sich mehrfach.
In der Gründungsphase unterstanden dem K-MA mehrere Stellvertreter, denen die Sicherstellung der Lehre in den ihnen zugeordneten Lehrstühlen (LS) oblag:
- Erster Stellvertreter und Stellvertreter für Wissenschaftliche Lehrarbeit – 9 LS, ab 1965 – 6 LS;
- Stellvertreter für politische Arbeit – 4 LS;
- Stellvertreter für technische und naturwissenschaftliche Ausbildung – 8 LS;
- (ab 1965) Stellvertreter für Forschungsarbeit, (ab 1970 – für Wissenschaft und Forschung).[22][23]

Im Zuge der Hochschulreform der DDR wurden ab 1. September 1970 die Lehrstühle in die Sektionen eingeordnet und zur Organisation und Sicherstellung der Lehre und Forschung fünf Stellvertreterbereiche gebildet:
- 1. Stellvertreter des Chefs der Militärakademie,
- Stellvertreter des Chefs für Politische Arbeit und Leiter der Politabteilung,
- Stellvertreter des Chefs und Chef Ausbildung,
- Stellvertreter des Chefs für Wissenschaft und Forschung,
- Stellvertreter des Chefs und Chef Rückwärtige Dienste.

### Hochschulstruktur
Die Militärakademie „Friedrich Engels“ der NVA der DDR war aufgrund ihrer inneren Struktur ein Unikat unter den Militärakademien der Warschauer Vertragsstaaten, weil sämtliche Teilstreitkräfte der NVA mit ihren Waffengattungen, Spezialtruppen, Kräften, Gattungen und Diensten sowie die Grenztruppen der DDR unter einem akademischen Dach gebündelt waren. Die Sektionen und Lehrstühle der militärischen und militärtechnischen Wissenschaftsbereiche waren vorwiegend nach Teilstreitkräften, Waffengattungen und militärischen Diensten strukturiert.
Die Hochschulstruktur unterlag der mehrfachen Veränderung. An der Militärakademie waren 1990 noch 37 Lehrstühle tätig, zuvor war zeitweise die Anzahl von 44 Lehrstühlen erreicht worden.
Die Militärakademie gliederte sich in Fakultäten (nach 1970 Sektionen genannt), diese wiederum in verschiedene Lehrstühle. Deren Leiter unterstanden dem Kommandeur der Militärakademie; sie waren selbst die unmittelbaren Vorgesetzten der Offiziershörer. Zunächst wurden nur die Offiziershörer der Fachrichtungen (resp. Verwendungen, später: Profile) vier Fakultäten zugeordnet:
- Allgemeine Truppenführung,
- Artillerie,
- Panzer-Ingenieur-Dienst und
- Rückwärtige Dienste.

Ab 1960 wurden die Lehrstühle und Offiziershörer in folgende fünf Fakultäten eingeordnet:
- 1960 Fakultät Landstreitkräfte (LaSK),
- 1960 Fakultät Panzer-Ingenieur-Dienst (PzID), sowie
- 1960 Fakultät Luftstreitkräfte/Luftverteidigung und Truppenluftabwehr (LSK/LV u. TLA),
- 1961 Fakultät Gesellschaftswissenschaften (GeWi) sowie
- 1963 Fakultät Seestreitkräfte (SSK) in Stralsund, ab 1969 in Dresden.

Die GeWi-Fakultät war für die akademische Ausbildung aller Politoffiziere der Streitkräfte entsprechend dem Dreijahres-Programm der Parteihochschule „Karl Marx“ und für das marxistisch-leninistische Grundlagenstudium der Offiziershörer nach dem Lehrstoff des Einjahres-Lehrgangs zuständig.
Ende September 1964 begann der Aufbau einer Fachrichtung Kommandeure der Grenztruppen und eines entsprechenden Lehrstuhls Taktik der Grenztruppen in der Fakultät Landstreitkräfte.
An der Militärakademie wirkten außerdem sieben, von Stellvertretern des Chefs geführte, zentrale Lehrstühle mit den Bezeichnungen:
- Geschichte der Kriege und der Kriegskunst;
- Funkelektronischer Kampf;
- Mobilmachung, personelle Auffüllung und territoriale Verteidigung;
- Mathematik, Physik, Rechentechnik;
- Fremdsprachen.
- Ab 1979 Strategische Fragen der Landesverteidigung, umgewandelt ab 1988 in Grundlagen der Operativen Kunst, umbenannt 1990 in Führung und Einsatz der Streitkräfte.
- Akademischer Kurs leitender Offiziere der NVA, der Grenztruppen der DDR und der Zivilverteidigung.[28]

#### Sektionen
Mit der Hochschulreform in der DDR im Jahre 1970 wurden diese fünf Fakultäten zu Sektionen umgebildet und von Kommandeuren nach dem Prinzip der Einzelleitung geführt. Im Jahr 1990 existierten:
- die I. Sektion (GeWi) mit 6 Lehrstühlen, Kdr.: GenMaj. Horst Syrbe; ab 1959 Oberst Erwin Stüber, Oberst Helmut Kauba bis 1967;
- die II. Sektion (LaSK) mit 9 Lehrstühlen, Kdr.: GenMaj. Manfred Zeh; ab 1959 GenMaj. Bernhard Bechler, Oberst Alfred Henkel, Oberst Rolf Kappis, GenMaj. Nikolaus Klenner, GenMaj. Hans Sieg, GenMaj. Walter Müller bis 1984;
- die III. Sektion (LSK/LV) mit 8 Lehrstühlen, Kdr.: GenMaj. Heinz Böhme; ab 1960 GenMaj. Heinz-Bernhard Zorn bis 1970;

- die IV. Sektion (SSK) mit 3 Lehrstühlen, Kdr.: Konteradmiral Günter Pöschel; ab 1963 Konteradmiral Wilhelm Nordin bis 1976;
- die V. Sektion (Technik und Bewaffnung und Rückwärtige Dienste) mit vier Lehrstühlen; diese war im Jahr 1986 entstanden aus den Vorgängern (1970–1978 Institut für Rückwärtige Dienste / Panzer- und Kraftfahrzeugtechnischer Dienst und ab 1978 Sektion Rückwärtige Dienste); Kdr.: GenMaj. Dieter Grapentin; ab 1960 Oberst Heinz Raulien, GenMaj. Harry Kleffel bis 1989.

Außerdem wurde Lehr- und Forschungspotenzial in weitere Institute zusammengeführt:
- im Institut für Militärpädagogik und Militärpsychologie (1967–1970),
- im Institut für Wissenschaftliche Führung der politischen Arbeit (ab 1970) sowie
- im Institut für Konversion der Streitkräfte (ab Juni 1990).

#### Konzil, Dekane
Im Zuge der Militärreform wurde am 30. März 1990 ein Konzil mit 52 Wissenschaftlern gewählt, das an die Stelle des Wissenschaftlichen Rates trat. Dem Senat gehörten 13 Mitglieder an.
Für die drei Fakultäten wurden folgende Dekane gewählt:
- Militärwissenschaftliche Fakultät, Dekan: Konteradmiral Günter Pöschel;
- Gesellschaftswissenschaftliche Fakultät, Dekan: Oberst Erich Hocke;
- Militärtechnische Fakultät, Dekan: Oberst Klaus Kürbis.

#### Weitere Einrichtungen
Die Militärakademie „Friedrich Engels“ verfügte mit Gründung außerdem über ein eigenständiges Politorgan und eine gewählte Parteileitung (1959–1972) mit dem Status einer SED-Kreisleitung (KL). An ihre Stelle trat im Juni 1972 eine eingesetzte Politabteilung, der das Musikkorps unterstand.
Eine Diensteinheit der Militärabwehr (Verwaltung 2000) war ausschließlich für die Militärakademie zuständig.

#### Materielle Ausstattung
Seit 1959 nutzte die neu gegründete Militärakademie „Friedrich Engels“ den historischen Gebäudekomplex an der August-Bebel-Straße, in Dresden-Strehlen. Die Arbeitsräume und die Ausbildungsbasis erhielten in den Folgejahren zahlreiche bauliche Erweiterungen: Gebäudekomplex mit Technikhalle und zwei Wohnheime (1962), Lehrgebäude mit drei Auditorien sowie Wohnheim-Hochhaus (ab 1971), Erweiterung der wissenschaftlichen Bibliothek mit Lesesaal (1973); Sporthalle (1978), Werkstatt-/Technikgebäude sowie Sozial- und Versorgungsbauten.
Die Militärakademie verfügte über eine wissenschaftliche Bibliothek mit rund 250.000 Bestandseinheiten, ein Mikrofilmzentrum und ein Verwaltungsarchiv.

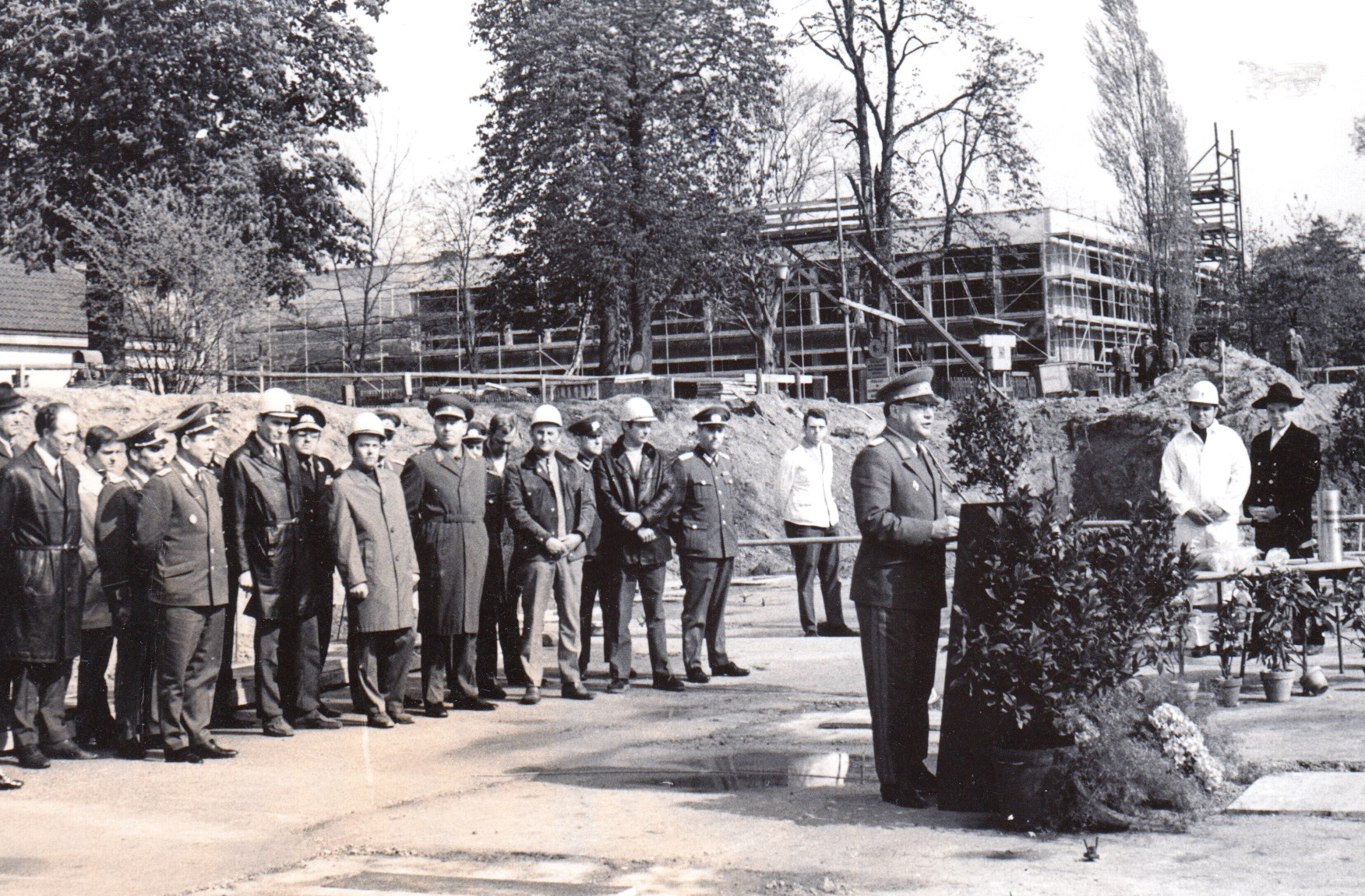
Grundsteinlegung für Lehrgebäude LA-1 bis 3, dahinter Rohbau des Versorgungstraktes mit Speisesälen, 1972.
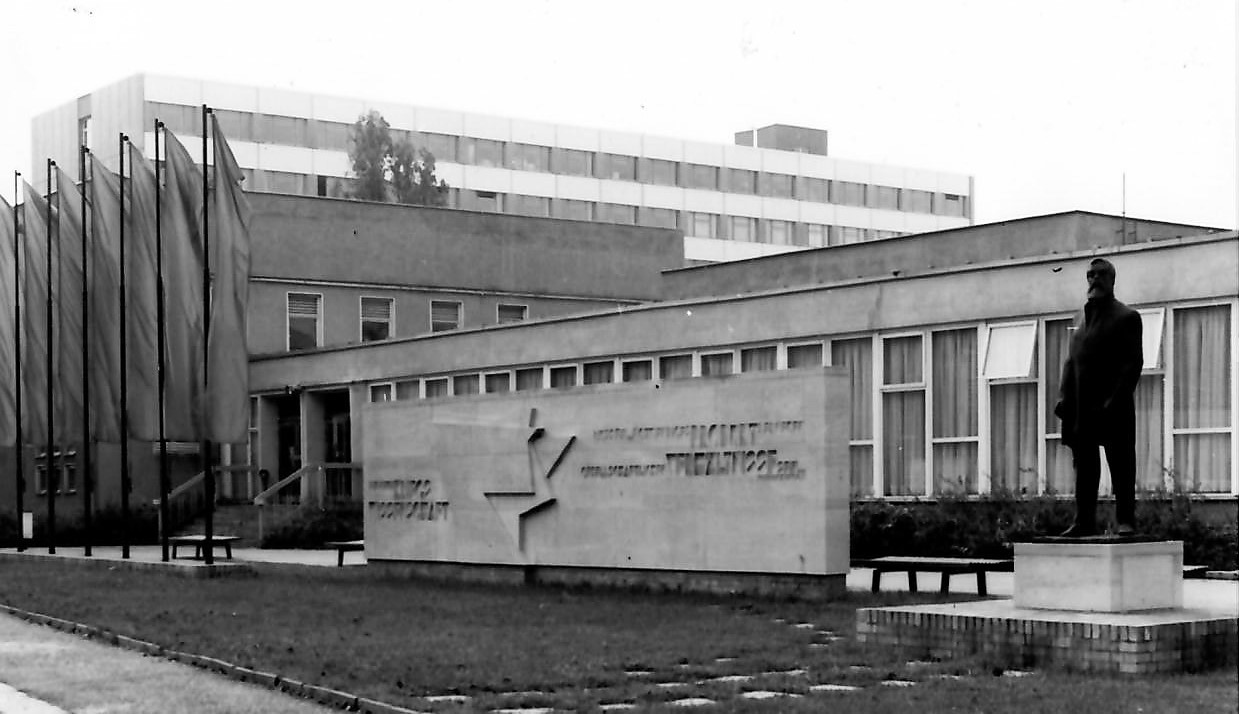
Lehrgebäude LA-1 bis 3, mit „Kino im Kasten“, davor neu platziertes Engels-Denkmal, 1988.

Für die Lehr- und Forschungstätigkeit standen drei Hörsäle (150–350 Plätze), 60 Fachkabinette (vorm. Lehrklassen), 60 Gruppenseminarräume, 16 Labors und ein Motorprüfstand zur Verfügung. In der letzten Dekade standen 32-/16-bit Rechnersysteme, 80 Arbeitsplatzrechner (8- und 16-bit) sowie 60 Kleincomputer sowohl für die Lehrkräfte als auch für die Offiziershörer bereit.
In der Sektion LaSK wurden ein Lehrgefechtsstand Regiment/Division, eine gepanzerte Führungsstelle sowie eine operative Führungsstelle genutzt. Anfang der 1980er Jahre wurde als nationale Zwischenlösung aus der DDR-Produktion die Bewegliche Rechenstelle der Division (BRS-81) auf Stabs-Kfz eingesetzt.

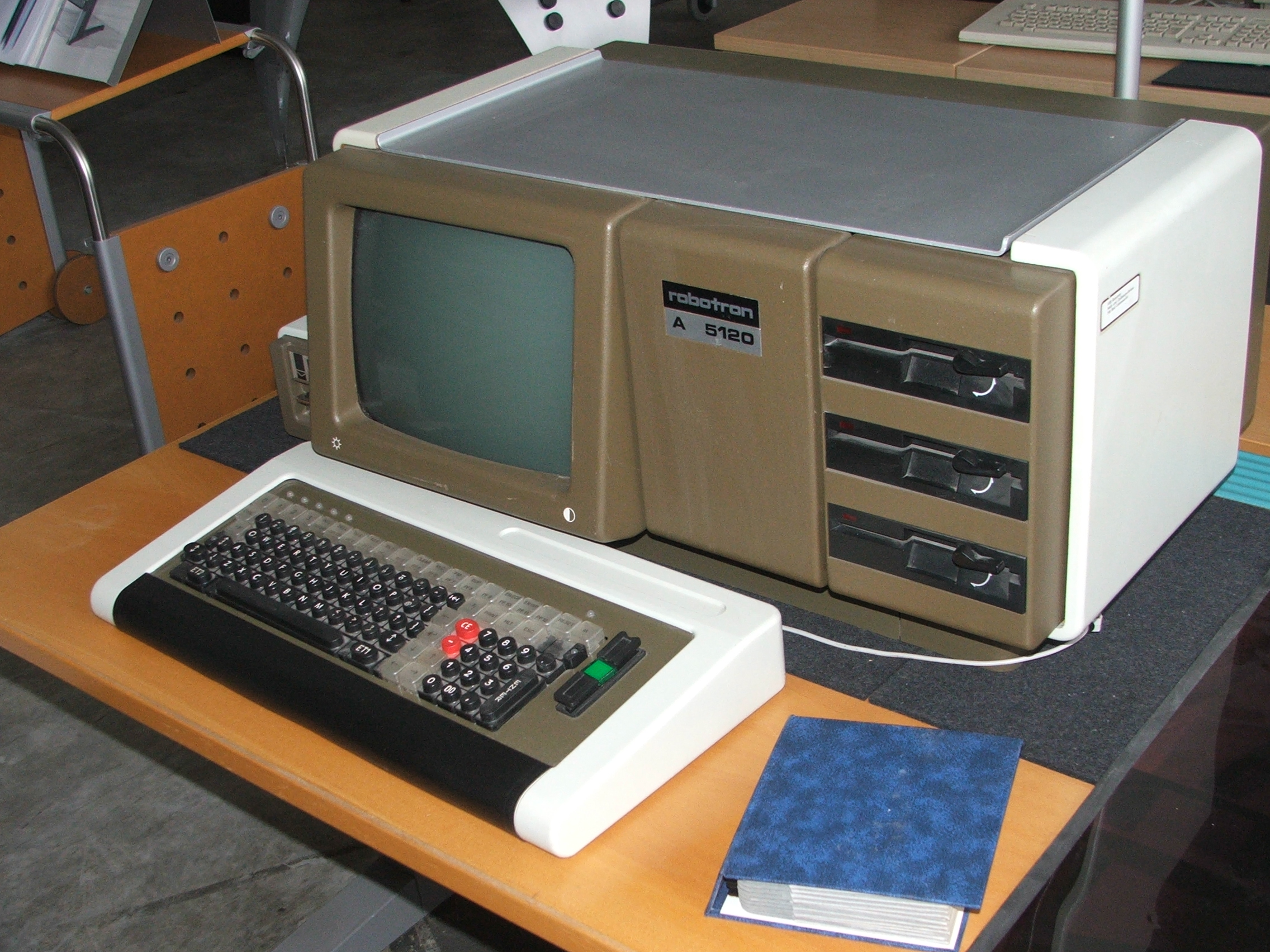
Ein Robotron A 5120, wie er an der Militärakademie zum Einsatz kam

Ergänzt durch je einen Arbeitsplatz mit handelsüblichen Bürocomputern im entfalteten oder stationären Gefechtsstand (GS) und in der Rückwärtigen Führungsgruppe (RFG), konnten von dort aus die Offiziershörer der II. und V. Sektion die BRS-81 nutzen.
Ende der 1980er Jahre, mit Einführung des koalitionstauglichen Automatisierten Feldführungssystems (AFFS) der ersten Generation in die 7. Panzerdivision in Dresden war die Fachgruppe Automatisierung der II. Sektion (Landstreitkräfte) in das Training der Führungsorgane einbezogen.
Im Rahmen der Planung eines Zentrums für das Training der Führung und Feuerleitung wurde 1987 eine Pilotanlage zur rechnergestützten Simulation des Feuers einer Artilleriegruppierung auf einem Geländemodell mittels Lasertechnik geschaffen. Der Ausbau des Zentrums kam nicht mehr zum Abschluss.
In der III. Sektion (LSK/LV) wurde der Lehrgefechtsstand zum Integrierten Führungs- und Trainingskomplex (IFTK) entwickelt.
Die IV. Sektion (Seestreitkräfte) nutzte den Marinetaktiktrainer und entwickelte softwaregestützte Anwendungen für zweiseitige, mehrstufige Gruppenübungen.

## Lehrkörper
Ab 1959 begann parallel zum Lehrbetrieb die Qualifizierung der Lehrkräfte zu einem akademischen Grad. Die Befähigung zur wissenschaftlichen Arbeit musste noch erworben werden.
Die Lehrbefugnis (Venia legendi) für das Fachgebiet galt mit jeder Stellenbesetzung (Lehroffizier oder Zivildozent) als erteilt und musste nicht gesondert beantragt werden.
Zur Erlangung der Lehrbefähigung (Facultas Docendi) musste diese von jedem Stelleninhaber in einem eigenständigen Verfahren, im Allgemeinen vor oder während einer Aspirantur, erworben werden. Voraussetzung war ein Lehrgang Hochschulpädagogik, eine bewertete Fachvorlesung (ein Fachvortrag) sowie eine hochschulpädagogische Abschlussarbeit und -prüfung. Das führte auch zu einer eigenen Urkunde Facultas Docendi, die für ein spezielles Fachgebiet erteilt wurde.
In historisch kurzer Zeit von zwei Jahrzehnten wurde ein hochqualifizierter Lehrkörper herangebildet, der den Erwerb der akademischen Grade Diplom-Militärwissenschaftler, Diplom-Ingenieur und Diplom-Gesellschaftswissenschaftler, Diplomlehrer sowie Promotionen gewährleistete. So besaßen im Jahr 1977 in der II. Sektion (Landstreitkräfte) alle Lehroffiziere einen Hochschulabschluss und 43 Lehroffiziere den Doktortitel eines Wissenschaftszweiges.
1988 gehörten dem wissenschaftlichen Personal über 400 Offiziere und wissenschaftliche Mitarbeiter mit Hochschulabschluss an. Die rund 70 berufenen Hochschullehrer (ein Anteil von 18 Prozent) und deren Qualifikationsniveau (83 Prozent mit B-Promotion) entsprachen dem Standard im zivilen Hochschulbereich.
Im Juli 1990 verfügten schließlich alle Lehrkräfte über eine akademische, militärakademische oder Hochschulausbildung; annähernd die Hälfte hatte Akademien in der UdSSR absolviert. Im Lehrpersonal (rund 420 Stellen) waren 193 A- und 66 B-promovierte Lehrkräfte, 36 berufene Professoren, 30 berufene Dozenten.
Das Lehrpersonal hat im Jahr etwa 220 Diplomanden bei den Diplomarbeiten und Forschungsthemen wissenschaftlich betreut.
Zugleich bildete der Lehrkörper jährlich mehr als 700 Offiziere in Direkt- und Fernstudiengängen aus; ab 1968 kamen weitere 400 Führungskräfte in Lehrgängen hinzu.

## Ausbildungsverlauf

### Zulassung

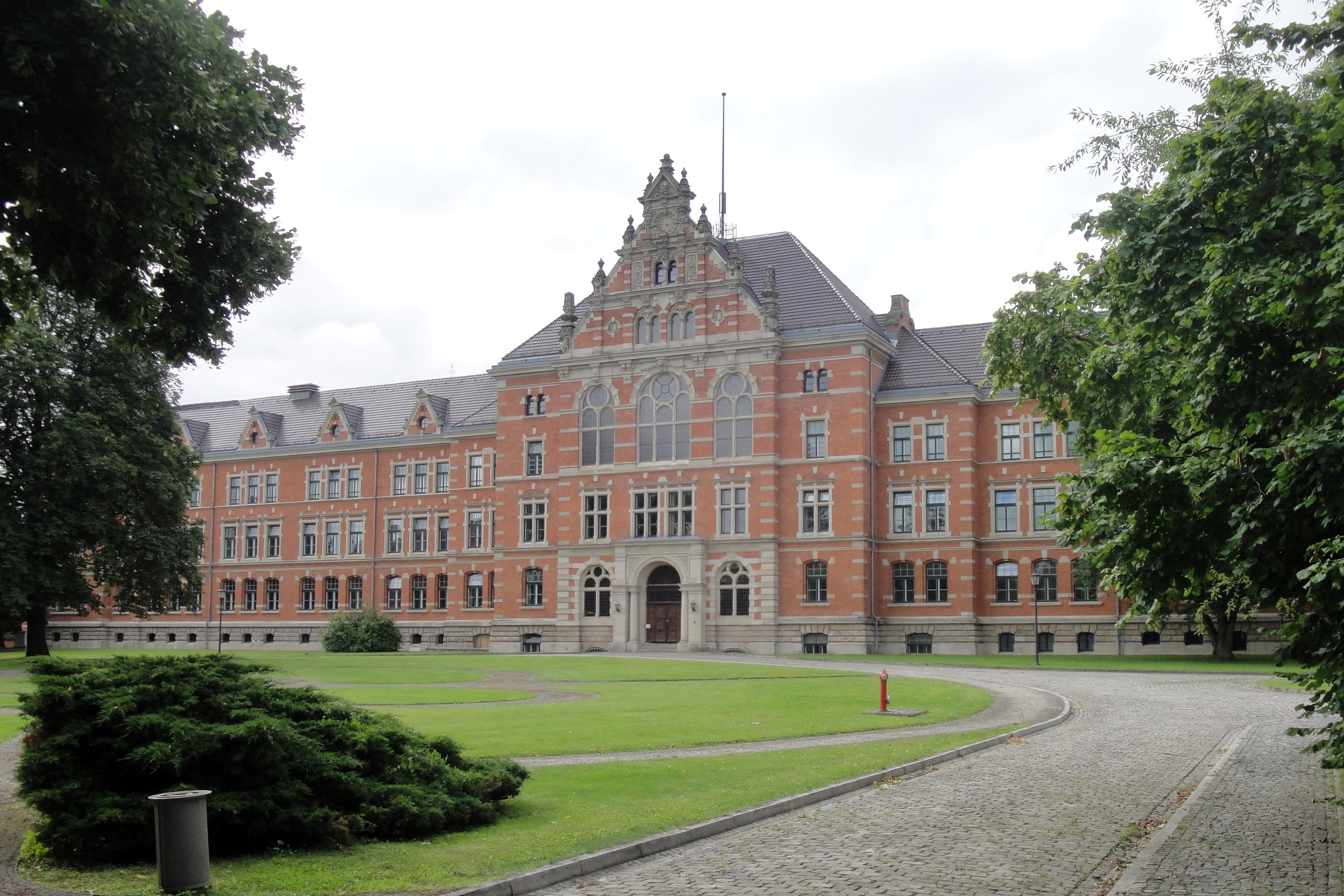
Vorstudienfakultät Naumburg der Militärakademie „Friedrich Engels“ (vormals Kadettenanstalt), Hauptgebäude Kösener Straße, Naumburg (Saale)

Nach der Auswahl im Truppenteil durch den Kommandeur musste ein Zulassungsverfahren und eine Aufnahmeprüfung absolviert werden. Zugelassen zum Studium wurden Offiziere mit Hochschulreife, die mindestens ein Jahr erfolgreich in einer Dienststellung im Stab eines Bataillons zumindest als Stellvertreter des Kommandeurs oder in vergleichbarer Dienststellung tätig waren.
Die Offiziershörer des Anfangsjahres wurden in einem mehrmonatigen Lehrgang an der Militärakademie in den Fächern Gesellschaftswissenschaften, Mathematik, Physik und Chemie auf ihr Studium vorbereitet. Ab 1961 bis 1965 wurden die Offiziere, die noch kein Abitur hatten, in der mittlerweile gegründeten Vorstudienfakultät in Naumburg (Saale) auf ihr Studium vorbereitet.
Die Offiziere der VP-Bereitschaften mussten diese Kenntnisse in der Aufnahmeprüfung nachweisen (zehn Offiziere pro Jahr).
In den 1960er Jahren konnte außerdem das Diplom im Externen-Studium erworben werden, um die Nachqualifizierung des Lehrpersonals berufsbegleitend zu sichern.
Beginnend mit dem Studienjahr 1965/66 hatten Offiziere der Altersgruppe 35 bis 50 Jahre mit mindestens zehnjähriger Berufserfahrung und mit dem Abschluss der zehnten Klasse die Möglichkeit, an einem auf zwei Jahre verkürzten Diplomstudium teilzunehmen.
Daran anknüpfend wurde ab dem Jahr 1971 das vierjährige Fernstudium eingeführt.

### Ausbildungsziel
Das in Programmen festgelegte Absolventenbild gliederte sich in allgemeine, in teilstreitkraftbezogene und in ausbildungsprofilspezielle Anforderungen.
Beim Profilieren der Fachkompetenz waren die Hauptanstrengungen auf den Offizier als höhere Führungskraft und Spezialisten im Truppen-, Flotten-, Grenz- u. Stabsdienst gerichtet. Ein umfangreiches Einsatzspektrum der Absolventen in fast allen Bewaffneten Organen der DDR verlangte ein angewandt-wissenschaftliches, breitgefächertes, generalistisches Studienangebot, das heißt mathematisch-naturwissenschaftliche, technische, militärfachliche, (sozial-)gesellschaftswissenschaftliche Inhalte und fremdsprachliche Übung.
Zugleich wurde Praxiskompetenz gefordert. Der Absolvent sollte mit abrufbarer handwerklicher Fertigkeit zur Führung militärischer Formationen bei der Ausbildung, im Gefechtsdienst (im Diensthabenden System, Grenzdienst), im Garnisonsdienst und in der Truppenwirtschaft (beim Betrieb der Streitkräfte) ausgestattet sein.
Wichtiges Ausbildungsziel war das Erarbeiten der Methodenkompetenz in Führungs- und Arbeitsorganisation, in sogenannten Managementtechniken. Die Diplomarbeiten bezeugten außerdem die Aneignung anwendungsbereiter wissenschaftlicher Arbeitsmethodik.

### Studiendauer
Die Ausbildung der Offiziershörer der ersten Studienjahrgänge dauerte drei Jahre und neun Monate und endete am 30. September 1963 mit dem Staatsexamen und Diplom. Ab den Studienjahrgängen 1962 betrug die Studiendauer nur noch drei Jahre.
Jeweils zehn Prozent der Absolventen schlossen das verkürzte oder Externen-/Fern-Studium ab. Ab dem Jahr 1974 begannen Offiziere aus anderen sozialistischen Armeen das Studium in Dresden (insgesamt bis 1990: 77 aus der VR Polen, 52 aus der UdSSR, 23 aus der ČSSR, 29 aus der SR Vietnam).
Im Jahr 1988 wurde für ausgewählte Offiziershörer ein Forschungsstudium ermöglicht, um ohne Diplomabschluss zur Promotion zu gelangen.

### Ausbildungsinhalt
Die Seminargruppen für die Offiziere der Fachrichtung Kommandeure und Stabsoffiziere der Landstreitkräfte nahmen bis 16 Offiziershörer auf, darunter bis 4 Offiziere aus den VP-Bereitschaften und dem MfS-Wachregiment oder Gasthörer ausländischer Streitkräfte. Die Studiengruppen der Kommandeure und Stabsoffiziere der Grenztruppen der DDR waren nicht gemischt zusammengesetzt. Diese Verwendungen/Profile wurden im ersten Studienjahr auf der taktischen Ebene Truppenteil (Regiment) und ab dem zweiten Studienjahr in der Ebene des taktischen Verbandes (Division) ausgebildet.
In beide Studienjahre war je ein mehrwöchiges Truppenpraktikum eingeschlossen, gewöhnlich in einer Dienststellung im Stab eines Regiments. Die VP-Offiziere absolvierten es in einem Mot.-Schützen-Regiment oder im Stab einer Division. Eine mehrwöchige Vorbereitung und die Teilnahme der Offiziershörer im Paradeblock der Militärakademie in Berlin führte zwei- bis dreimal zur Unterbrechung im Studienablauf.

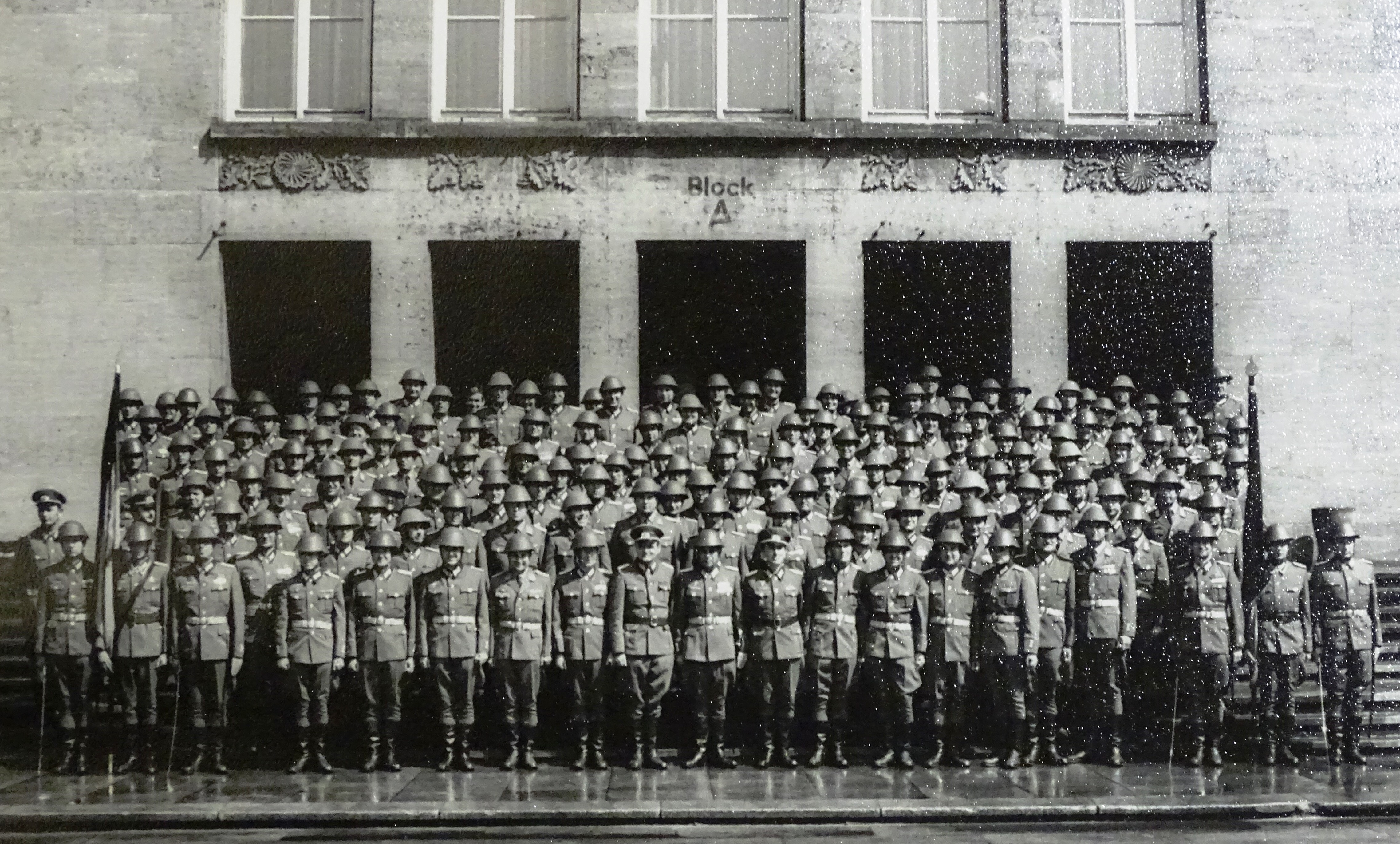
Maiparade-Formation, Apr. 1973, Dresden, Abschlusstraining, Foto vorm Hauptportal.
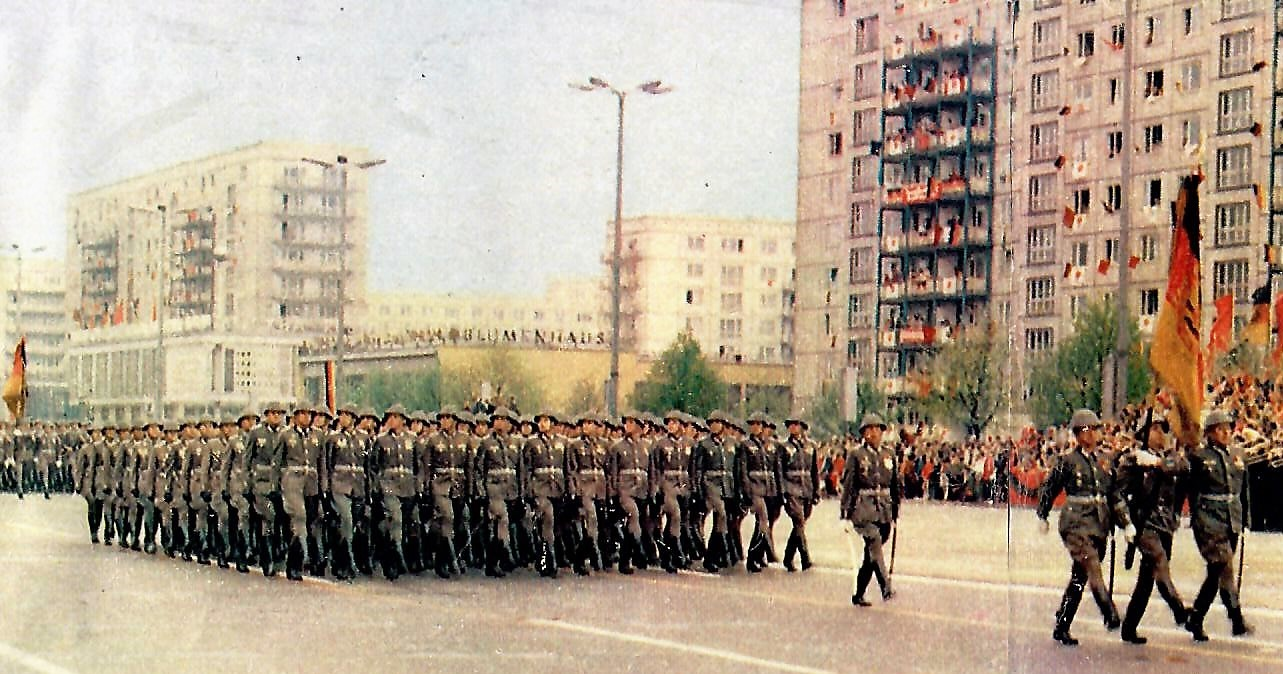
Paradeformation der Militärakademie zum 7. Okt. 1974 in Berlin, anlässl. 25 Jahre DDR
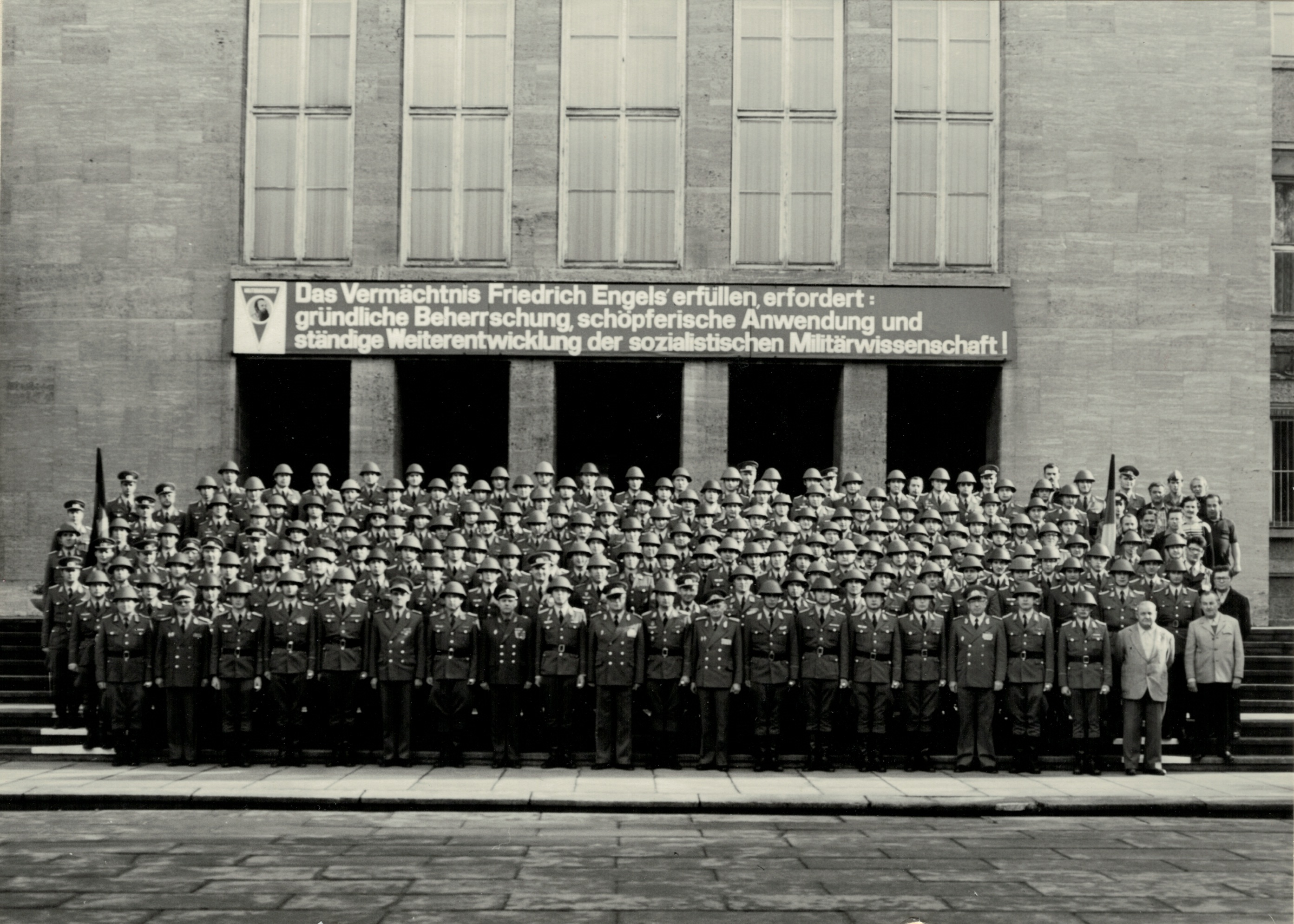
Abschlussbild Paradeformation 7. Okt. 1980 gesamtes Lehrpersonal, Generalitäten verbündeter Staaten, GM Raubach, GL Wiesner

Im dritten Jahr folgte die Operative Ausbildung in der Ebene einer Armee (eines Armeekorps), darunter in Militärgeographie (MilGeo), sowie die Erstellung der Diplomarbeit.
Die Offiziere für politische Arbeit, Offiziere der Truppen-/Flottengattungen, Spezialtruppen und Dienste der anderen Teilstreitkräfte sowie Streitkräfte und die Offiziere der Technischen und Rückwärtigen Dienste durchliefen die Ausbildung in ihren Fachrichtungen in vergleichbaren Führungsebenen.

## Absolventen

### Diplomstudium

#### Absolventen der Militärakademie „Friedrich Engels“
An der Militärakademie sind rd. 6.300 Offiziere zum Diplom-Militärwissenschaftler, Diplom-Gesellschaftswissenschaftler, Diplom-Lehrer und Diplom-Ingenieur ausgebildet worden, darunter 181 Offiziere aus anderen Ländern (Anteil 3 Prozent; davon ab dem Jahr 1974: VR Polen – 77, UdSSR – 52, ČSSR – 23, SR Vietnam – 29 Offiziere).

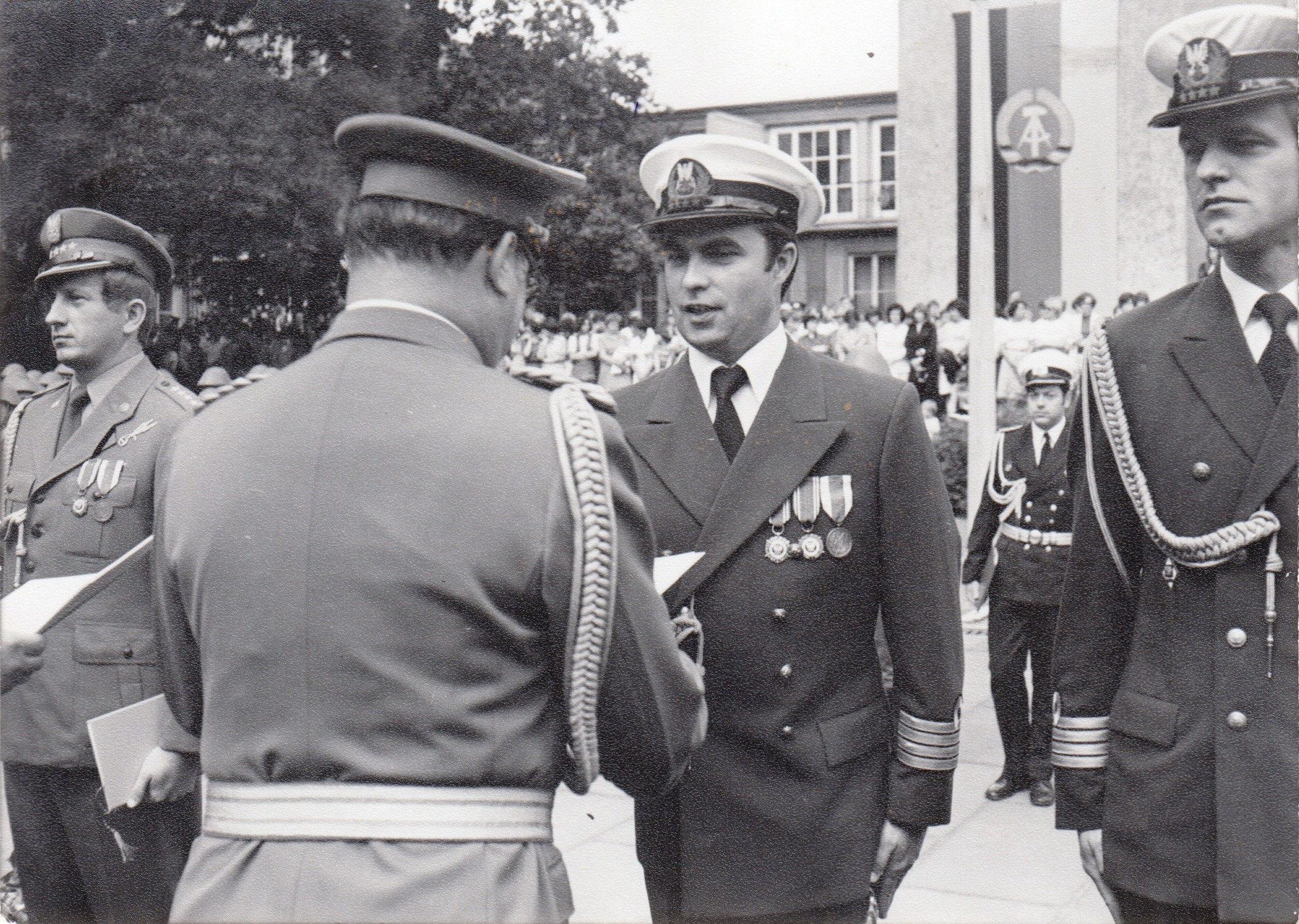
Militärakademie „Friedrich Engels“, Diplomübergabe Absolventen aus Polen.
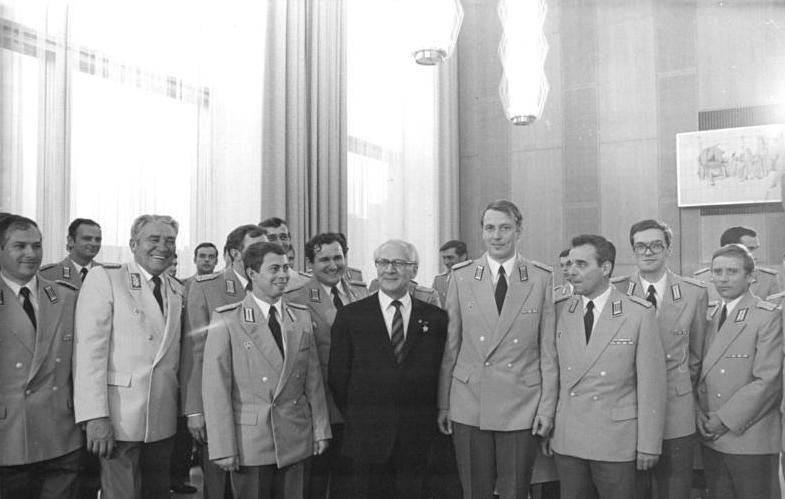
Absolventenempfang Jg. 1981 beim Staatsrat, E. Honecker (M.), MfNV H. Hoffmann (3.v.l.)
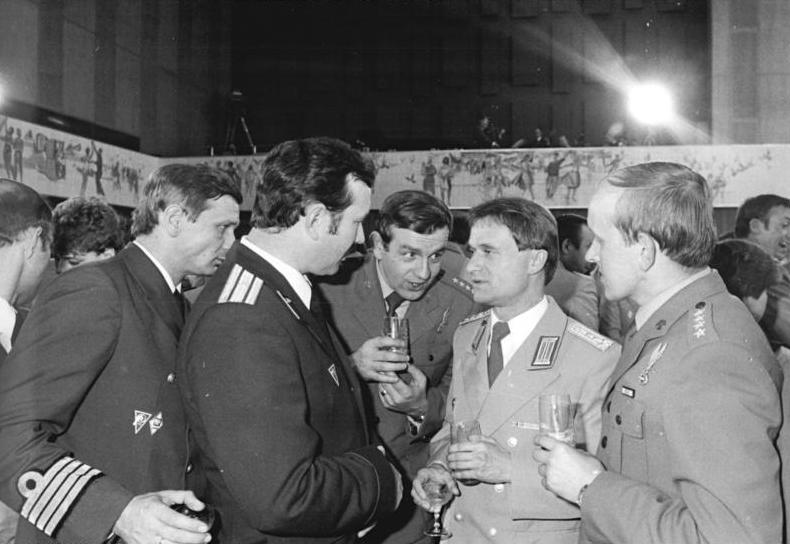
Absolventenempfang beim DDR-Staatsrat am 25. Sept. 1984 in Berlin.

Im Verhältnis dazu steht, dass ein vergleichsweise größerer Anteil Offiziere der DDR (etwa 13.500) an militärischen Lehranstalten der UdSSR ausgebildet wurde, um die Handlungsfähigkeit im Koalitionsbestand in Russisch sicherzustellen.
Diese Sprachkompetenz erhielten darüber hinaus insgesamt 385 Offiziere und Generale der DDR an der Militärakademie des Generalstabes der Streitkräfte der UdSSR vermittelt.
In Dresden wurde eine intensive fachsprachliche Ausbildung in den Direktstudiengängen der Profile gewährleistet.

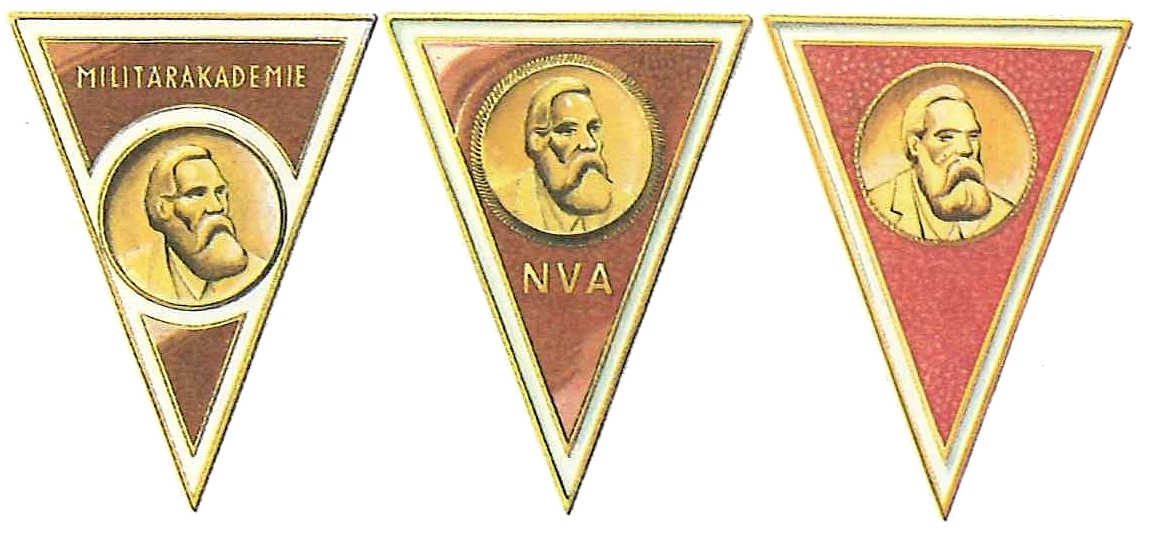
Abzeichen f. Absolventen der Militärakademie „Friedrich Engels“, mehrere Ausführungen.
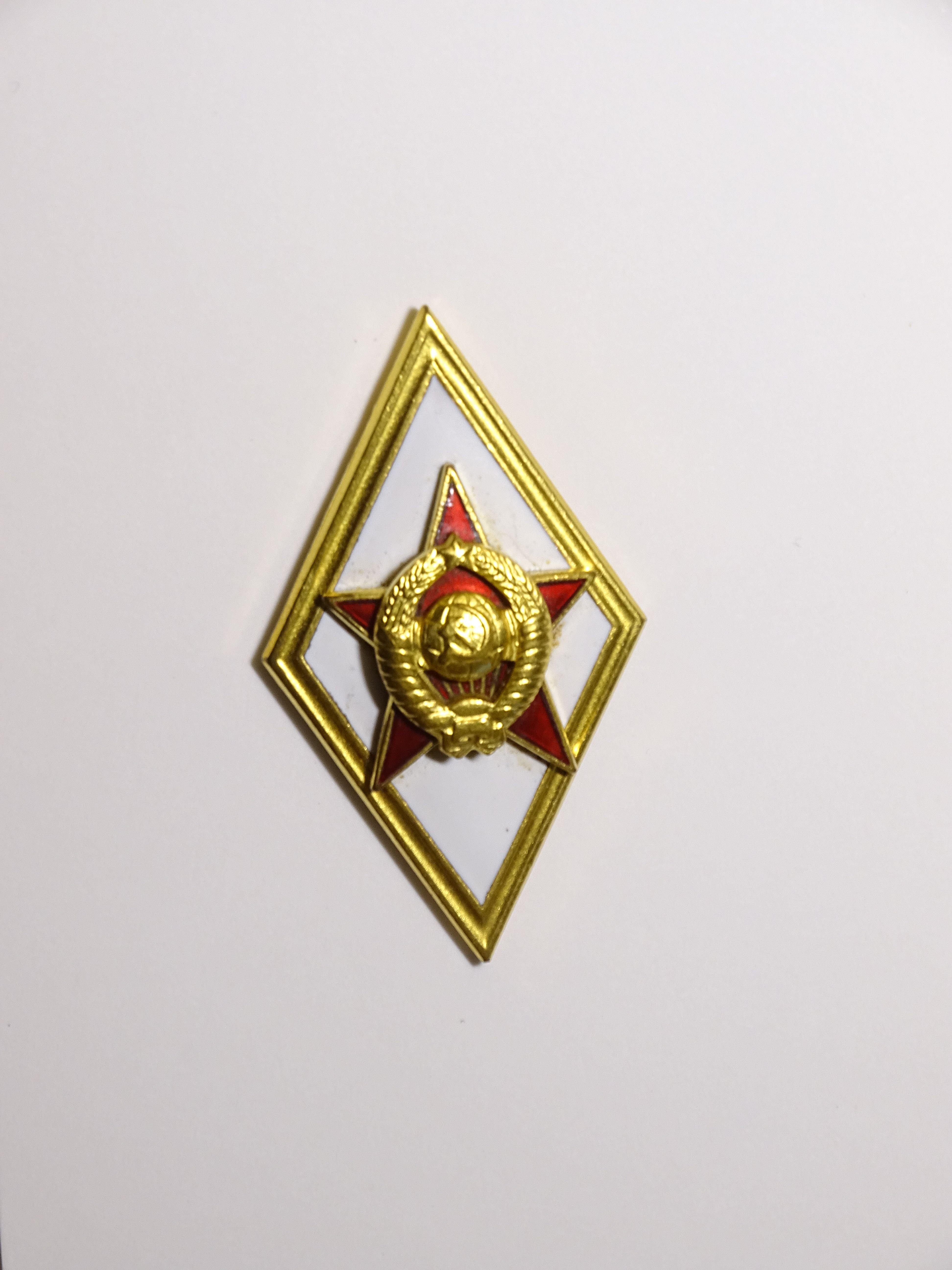
Abzeichen f. Absolventen der Militärakademie des Generalstabes der SK der UdSSR
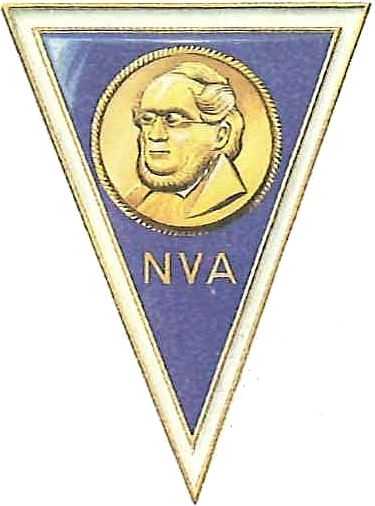
Abzeichen f. Absolventen der Verkehrshochschule „Friedrich List“ Dresden, Militärische Sektion.
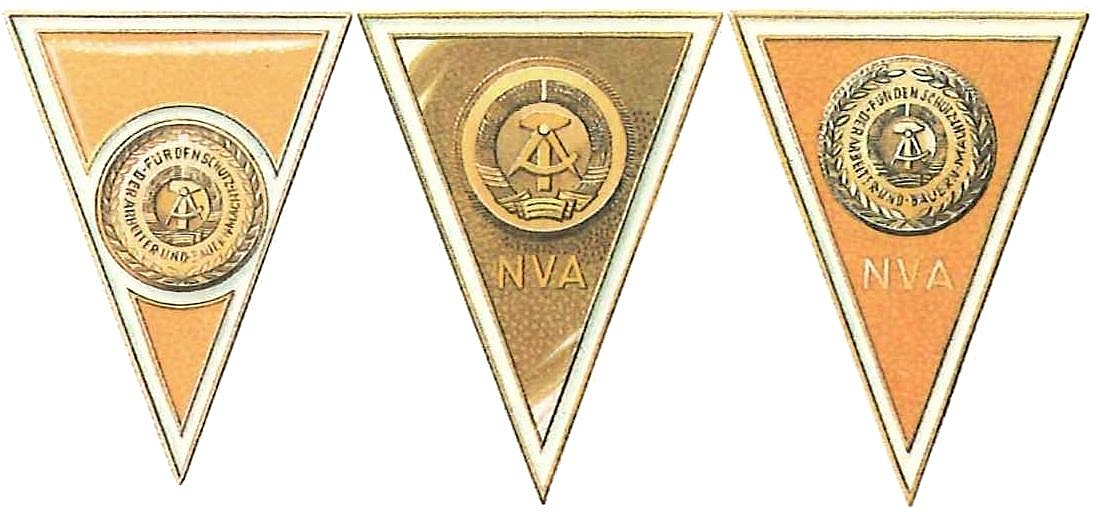
Abzeichen f. Absolventen ziviler Hochschulen oder Universitäten der DDR.

Ein Direktstudium durchliefen etwa 80 Prozent der Absolventen als dreijähriges Studium oder für Diplom-Ingenieure in vier Jahren.
Im Jahr 1989 waren rund 640 Offiziere im Direktstudium an der Akademie, darunter zuversetzte Offiziere der NVA und Grenztruppen der DDR (83 Prozent), außerdem zukommandierte Offiziere (8 Prozent) durch das Ministerium des Innern (MdI) und Ministerium für Staatssicherheit (MfS) sowie ein Ausländeranteil von 9 Prozent.
Im Juli 1990 waren noch 530 Offiziere (Abschluss 1991/92), davon 60 Ausländer, und weitere 126 Aspiranten in der Ausbildung.
Für die 1990er Jahre war im Kontext des gestiegenen Ausbildungsniveaus an den Offiziershochschulen eine Neuordnung der akademischen Ausbildung mit zweijährigem Diplomstudium und dreijährigem Fernstudium konzipiert.
Den Generals-/Admiralsrang erreichten 120 Akademieabsolventen.
- Horst Sylla  Generalleutnant

#### Sonderdiplom
Das Sonderdiplom des Ministers für Nationale Verteidigung war die höchste Auszeichnung für den erfolgreichen Abschluss der Militärakademie. Sie setzte hervorragende Leistungen im Studium und im abschließenden Staatsexamen voraus: In allen Fächern die Note 1 (sehr gut), in den Prüfungsfächern des Staatsexamens die Note 1 (sehr gut) und für die Diplomarbeit das Prädikat Ausgezeichnet. Dieses Sonderdiplom erhielten 255 Offiziere (4 Prozent der Absolventen), es war vergleichbar mit der Goldmedaille sowjetischer Militärakademien.

### Weiterbildung
In Weiterbildungslehrgängen wurden insgesamt mehr als 7.000 Offiziere und Generale ausgebildet. Ab 1978 erfolgte die Fortbildung für 640 Generale und Offiziere im Akademischen Kurs leitender Offiziere der NVA, der Grenztruppen der DDR und der Zivilverteidigung mit 8 Wochen Lehrgangsdauer.

## Wissenschaftliche Leistungen

### Publikationen
Wissenschaftliche Ergebnisse der Lehr- und Forschungstätigkeit wurden auf vielfältige Weise publiziert. In DDR-Verlagen erschienen von Autoren der Militärakademie etwa 6.100 Publikationen, darunter rund 5.500 für wissenschaftliche Zeitschriften. Außerdem wurden rund 270 Bücher und Broschüren veröffentlicht; das heißt jährlich etwa acht bis zehn.
Von der Militärakademie wurde die Reihe Schriften der Militärakademie im Umfang von etwa 300 Heften herausgegeben, darunter einige als Verschlusssache eingestuft.
An der Militärakademie „Friedrich Engels“ wurden militärgeographische Informationen über Frankreich, Großbritannien, Spanien und Portugal mit Stand 1986 bis 1989 erarbeitet und in das Militärgeographische Auskunftsdokument über den Westlichen Kriegsschauplatz (MGAD-WKSP), kartographischer Teil, eingearbeitet.

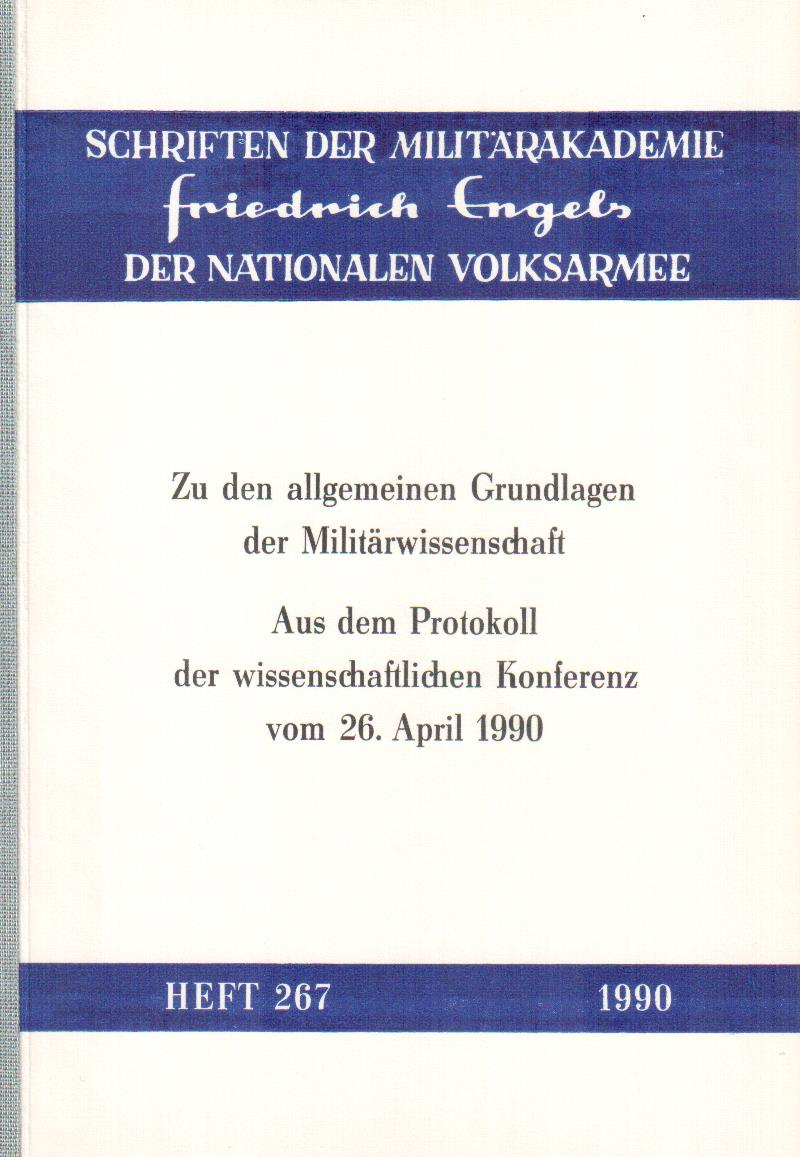
Titelseite, Schriften der Militärakademie „Friedrich Engels“, von Heft 267 (1990).
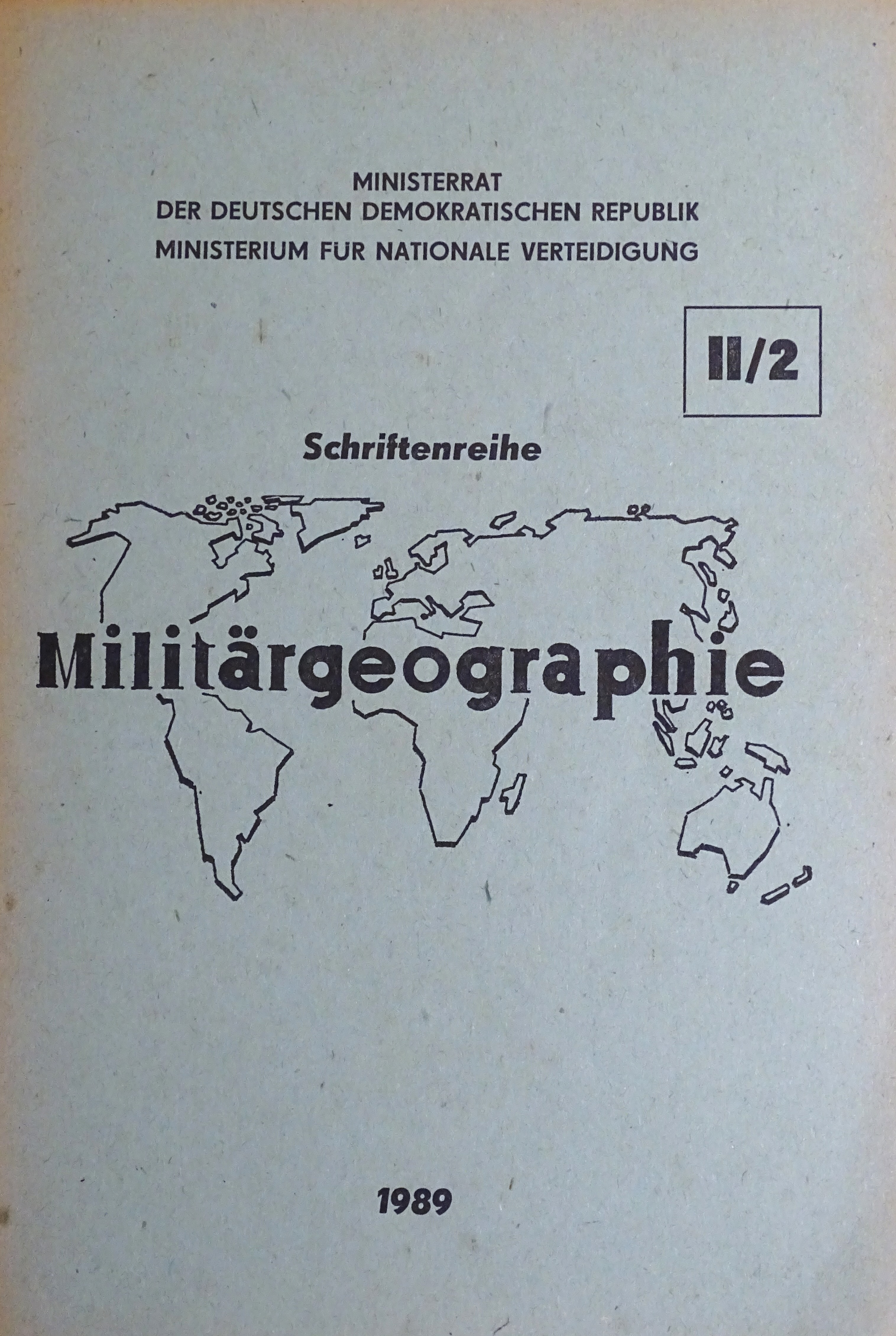
Titelseite, Schriftenreihe Militärgeographie, H. II/2 (Hrsg.) MfNV, (1989).

Der weltpolitische Wandel ab Mitte der 1980er Jahre ermöglichte die teilweise Offenlegung der Ergebnisse der theoretisch-militärgeographischen Forschung an der Militärakademie „Friedrich Engels“ und die Herausgabe von Heft I bis II der Schriftenreihe Militärgeographie des Ministeriums für Nationale Verteidigung zu folgenden Themen: (Nr., Titel, Erscheinungsjahr).
- I Zu theoretischen Fragen der Militärgeographie, 1988, 64 S., 5 Abb.
- II/1 Abriss der Geschichte der Militärgeographie von der Sklavenhalterordnung bis zum Ausgang des 18. Jahrhunderts, 1989, 48 S.
- II/2 Abriss der Geschichte der Militärgeographie vom 19. Jahrhundert bis zum Ende des 2. Weltkrieges, 1989. 72 S.

Von 1988 bis 1990 erschienen insgesamt 21 militärgeographische und militärlandeskundliche Ausgaben der Schriftenreihe Militärgeographie.

### Nationalpreis
Mit einem Nationalpreis der DDR 3. Klasse wurde ein Autorenkollektiv mit drei Autoren der Militärakademie (KptzS Wolfgang Scheler, Oberst Erich Hocke und Oberst d. R. Siegfried Keil) ausgezeichnet – für ihren wissenschaftlichen Gesamtbeitrag zur Begründung der Theorie über Frieden, Krieg und Streitkräfte im nuklear-kosmischen Zeitalter.

### Patente
Im Ergebnis wissenschaftlicher Forschungstätigkeit an der Militärakademie konnte von Oberst Oppermann erstmals 1969 das Patent Analog-Digital Indizierverfahren zur Erfassung von Meßwerten angemeldet werden. Er wurde 1975 für seine Analog-Digital-Indiziereinrichtung als Verdienter Erfinder ausgezeichnet. Insgesamt wurden zehn Patente registriert.

### Wissenschaftspreis
Für herausragende Leistungen in der Wissenschaft und in der Wissenschaftsorganisation hat der Minister für Nationale Verteidigung ab dem Jahr 1970 den Friedrich-Engels-Preis in drei Stufen an rund 100 Angehörige der Militärakademie verliehen.
Der Chef der Militärakademie stiftete einen Wissenschaftspreis der Militärakademie „Friedrich Engels“.

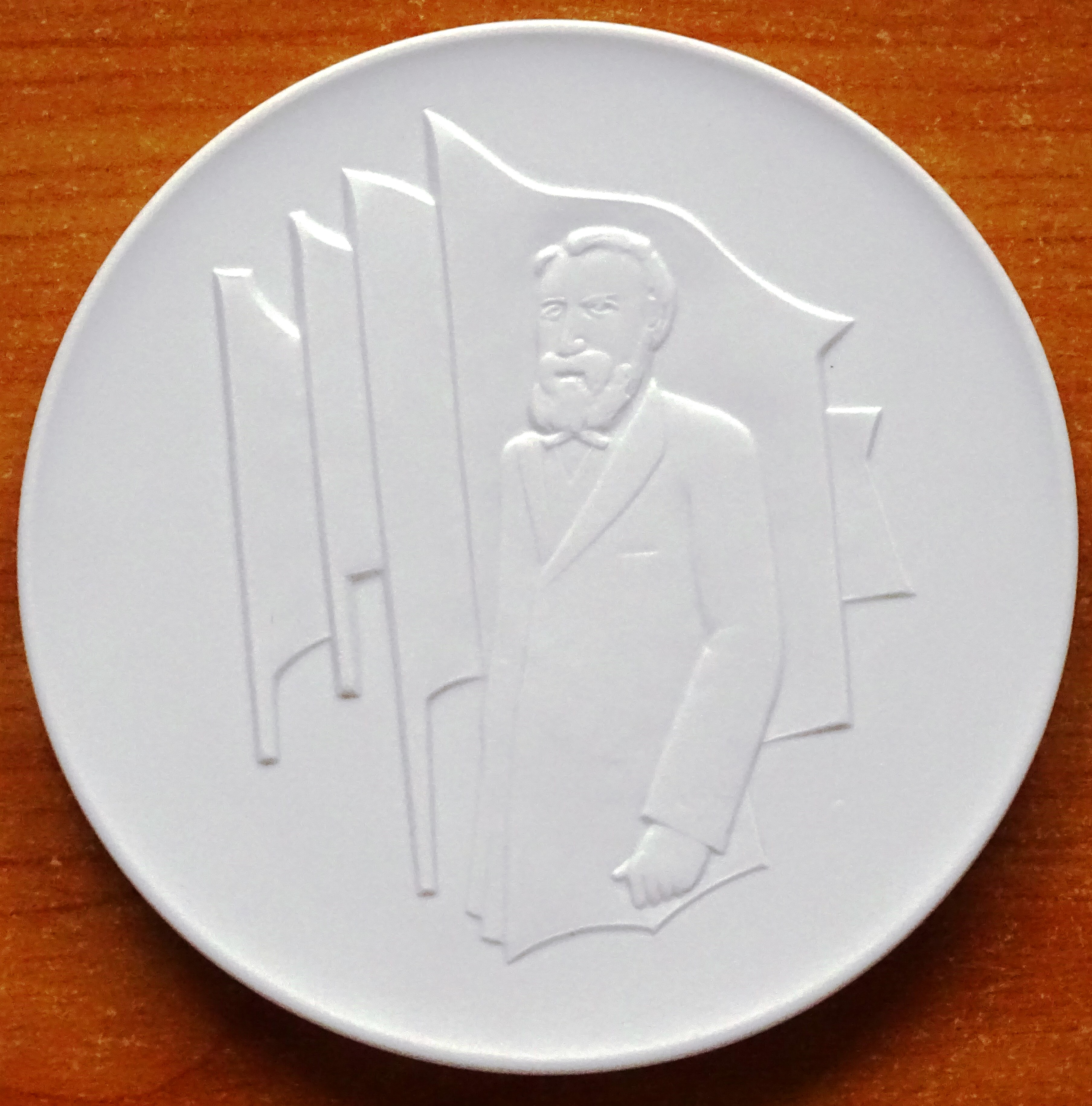
Wissenschaftspreis der Militärakademie „Friedrich Engels“,
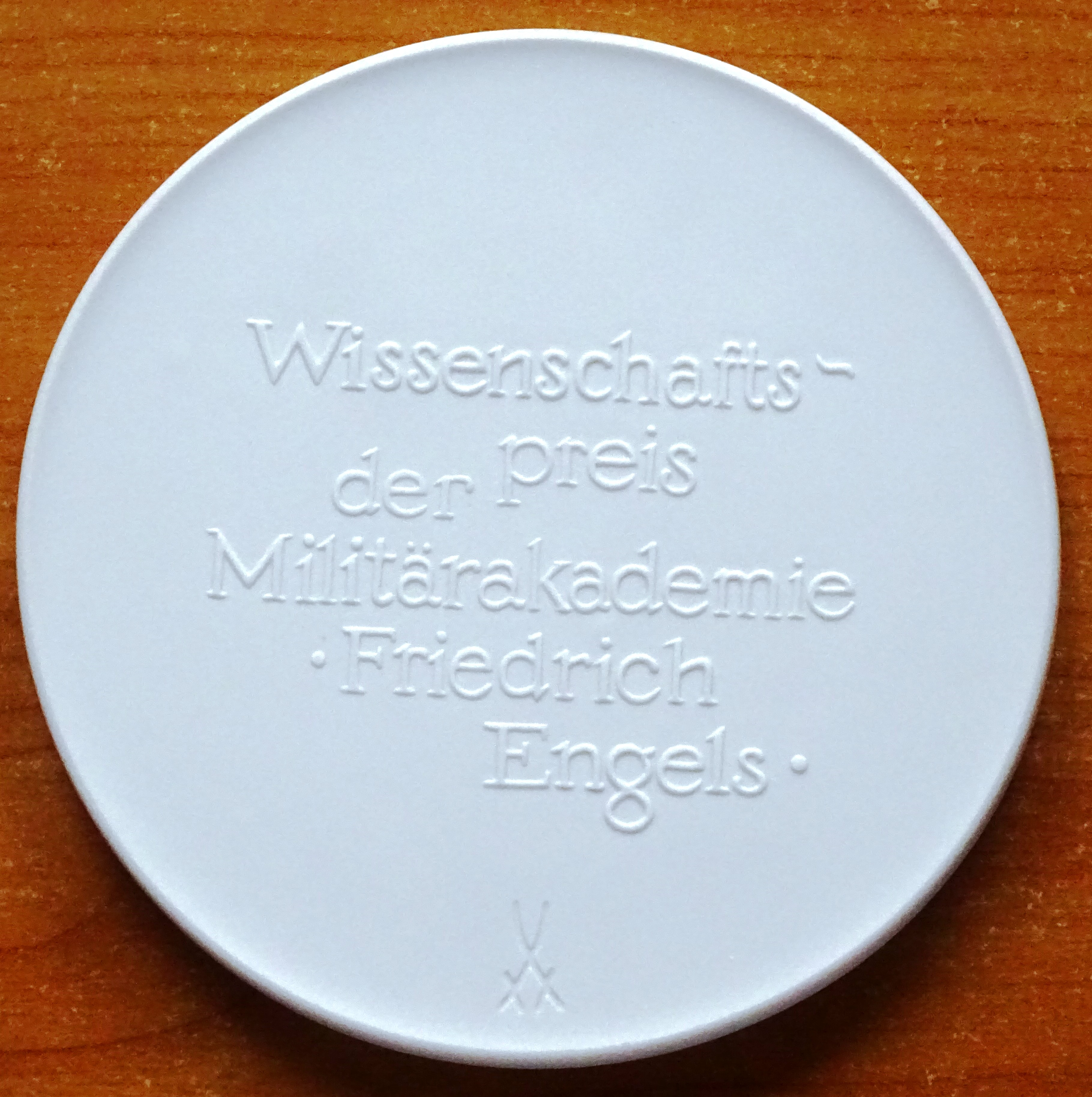
Medaille Meissen, weiß, Avers (l.), Revers (r.).
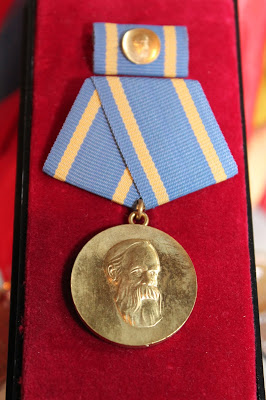
Friedrich-Engels-Preis, Stufe Gold
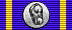
Wissenschaftspreis, in drei Stufen,
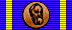
Gestiftet vom MfNV der DDR

## Wissenschaftliche Kooperation
Der erste Forschungsplan der Militärakademie umfasste die Jahre 1964/65, danach Fünfjahres-Zeiträume. Aufgrund der Bündelung sämtlicher Teilstreitkräfte der NVA mit deren Waffengattungen, Spezialtruppen, Kräften, Gattungen, und Diensten und der Grenztruppen unter einem akademischen Dach ergaben sich beste Impulse für interdisziplinäre Zusammenarbeit. Bereits im November 1959 wurde die Tradition militärwissenschaftlicher Konferenzen begründet.
Die Militärakademie unterhielt vertraglich vereinbarte Beziehungen zu 22 internationalen wissenschaftlichen Einrichtungen. Es gab Kontakte mit einer Vielzahl von Militärakademien in der UdSSR, zu den Akademien in Warschau, Brno, Budapest und in anderen Bündnisstaaten.
Davon profitierten insbesondere die vertraglich geregelten Arbeitsbeziehungen mit 12 Hochschulen und Universitäten der DDR. Dazu zählten die Friedrich-Schiller-Universität Jena (ab 1965), die Technische Universität Dresden und die Verkehrshochschule Dresden. Außerdem wurden ab dem Jahr 1977 Arbeitsbeziehungen zur Akademie der Wissenschaften der DDR (AdW) sowie zur Akademie der Gesellschaftswissenschaften beim ZK der SED (ab 1980) unterhalten.
Als führende militärische Bildungseinrichtung empfing die Militärakademie regelmäßig Besuche von ausländischen Militärdelegationen, von Partei- und Regierungsdelegationen, darunter: VR Polen (1963, 1984); ČSSR (1964); UdSSR (1964), Indonesien (1965); Kongo (1965); Ungarn (1966, 1987); Vietnam (1966, 1969, 1970, 1977, 1985); Mali (1967); Jugoslawien (1968); Nordkorea (1968, 1972); Guinea (1969); Mongolei (1969, 1974, 1982); Tansania (1969); Ägypten (1972); Bulgarien (1972); Kuba (1972); Österreich (1982); Schweden (1984); Zypern (1986).

## Militärakademie Ende der 1980er Jahre

### Umdenken über Krieg und Frieden

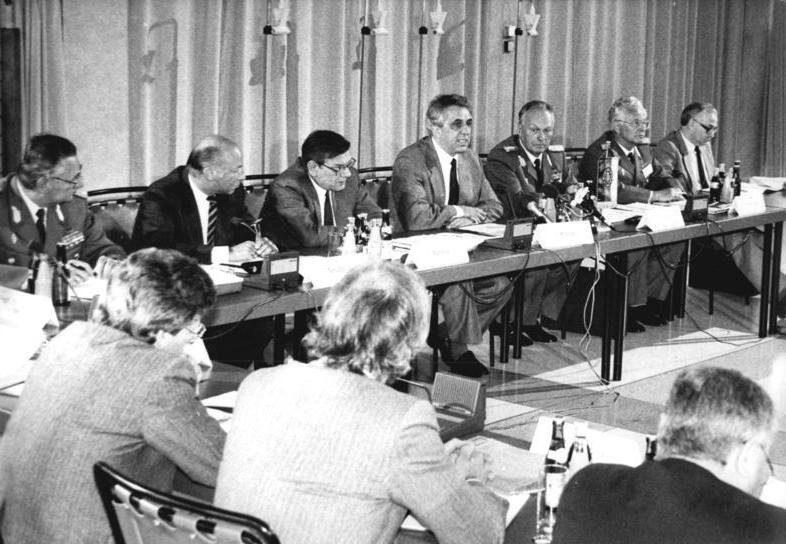
Generalmajor Rolf Lehmann (links), Stellv. C-MA, Teilnehmer an den Saarbrücker Gesprächen, am 7. Juni 1989 in Saarbrücken.

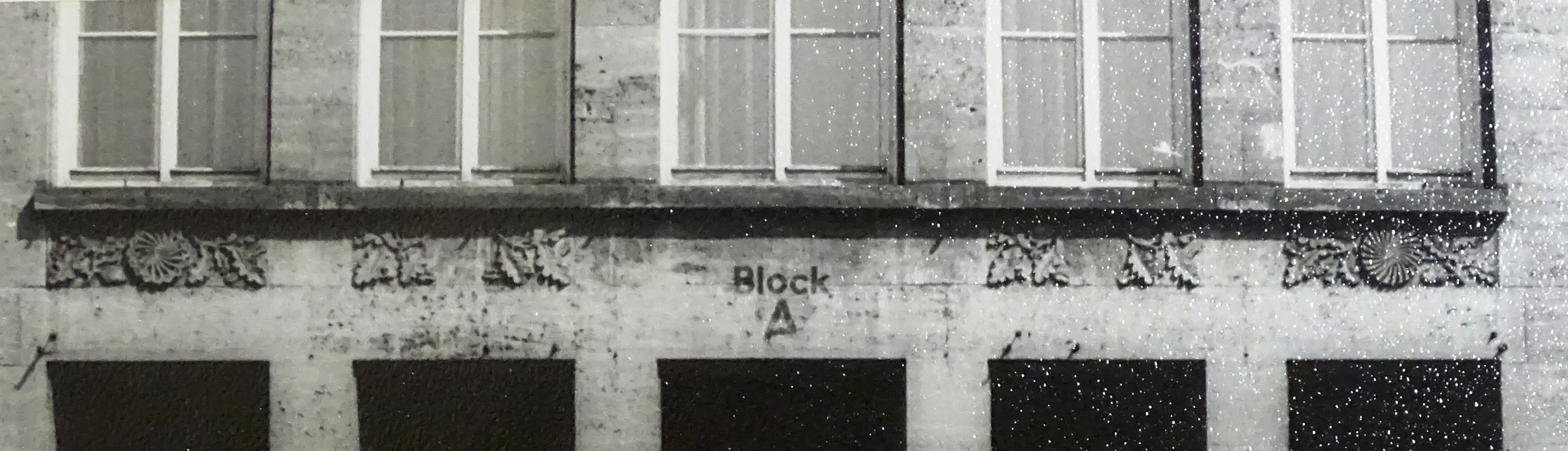
Hauptportal der MAFE (Block A), Juni 1988.

Seit Anfang der 1980er Jahre wuchs an der Militärakademie, beginnend im Lehrstuhl Philosophie, schrittweise neues sicherheitspolitisches Denken über Krieg und Frieden. Der im Februar 1987 im Format Professorengespräche gestartete interdisziplinäre Gesprächskreis von Professoren, Mitgliedern der Akademieführung und Gästen von außerhalb widmete sich der offenen wissenschaftlichen Diskussion zu nahezu allen Fragen der Sicherheitspolitik, ohne bindende Vorgaben. Die Protagonisten des Neuen Denkens an der Militärakademie wurden zu gefragten Partnern des Wissenschaftlichen Rates für Friedensforschung (WRFF) an der Akademie der Wissenschaften der DDR, der im Oktober 1987 gegründet wurde. In das Gremium wurde von der Militärakademie Dresden Generalmajor Prof. Rolf Lehmann berufen.

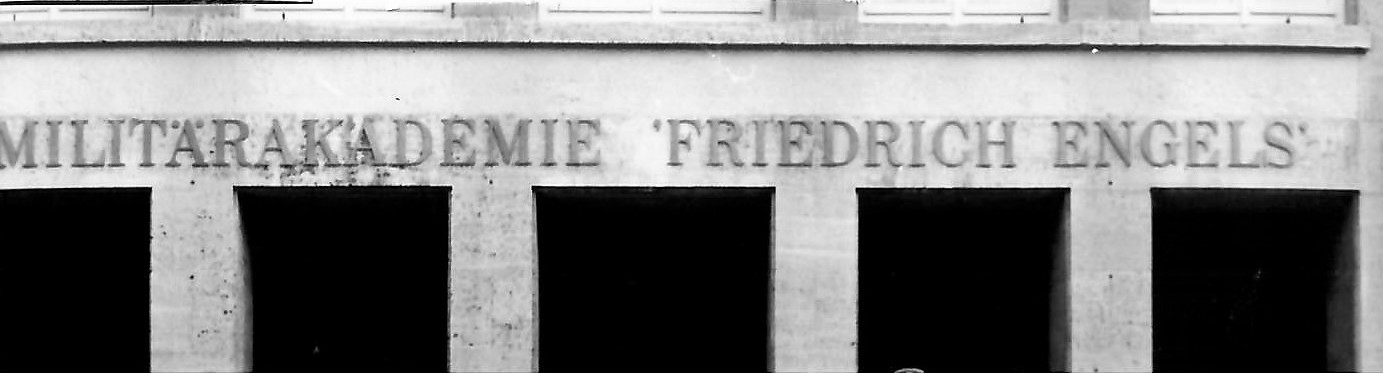
Schriftzug am Hauptportal der MAFE (Block A), Januar 1989.

Wissenschaftler der Militärakademie waren während Manöverbeobachtungen, internationalen Konferenzen, wissenschaftlichen Tagungen am deutsch-deutschen Dialog von Soldaten beteiligt. Und am Hauptportal erscheint ein neuer, fotogener Schriftzug.

### Beginnende Militärreform
Einen Lehr- und Forschungsgegenstand Sicherheitspolitik hatte es an der Militärakademie bisher nicht gegeben. Die Friedensforschung, Kooperative Sicherheit, Abrüstung und Konversion erhielten erst in der fortschreitenden Staatskrise der DDR eine militärakademische Chance. Beginnend im Spätherbst 1989 waren in die Erarbeitung der Militärpolitischen Leitsätze der DDR (Militärdoktrin) mehrere Wissenschaftler der Akademie führend einbezogen. Im Februar 1990 bildeten sie den Kern im nicht-strukturmäßigen Interdisziplinären Wissenschaftsbereich Sicherheit (IWBS) der Militärakademie, der mit 24 Offizieren die Arbeit aufnahm. Konsequent wissenschaftliches Herangehen an alle Fragen der sich permanent verändernden innen- und außenpolitischen Entwicklung, mit Untersuchung aller denkbaren – auch unerwünschter – Varianten fand Niederschlag in den IWBS-Arbeitspapieren, die ab Anfang Mai 1990 erschienen.

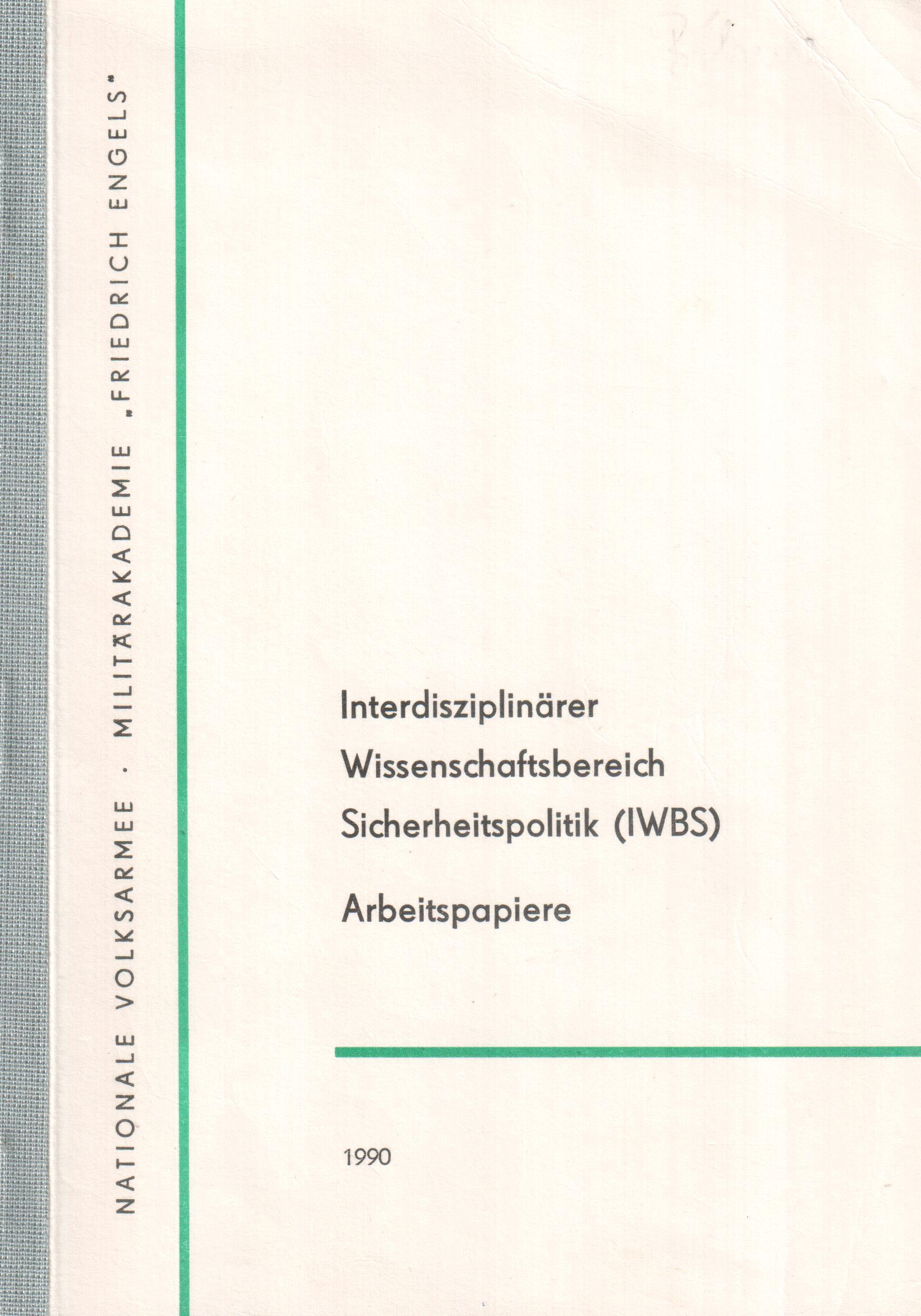
IWBS-Arbeitspapiere, Heft 1, Militärakademie „Friedrich Engels“, Dresden, Mai 1990.
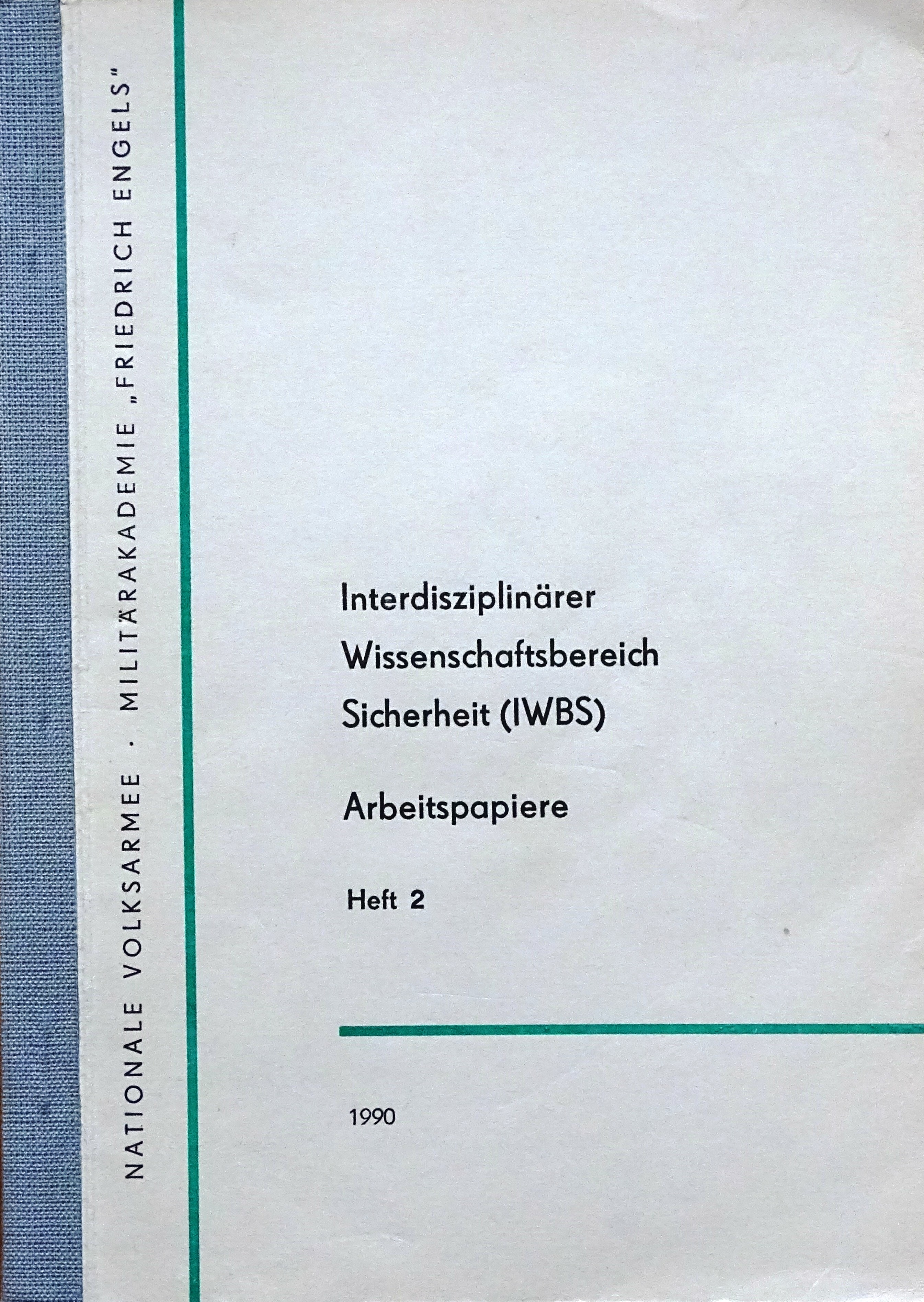
IWBS-Arbeitspapiere, Heft 2, Militärakademie „Friedrich Engels“, Dresden, Juni 1990.
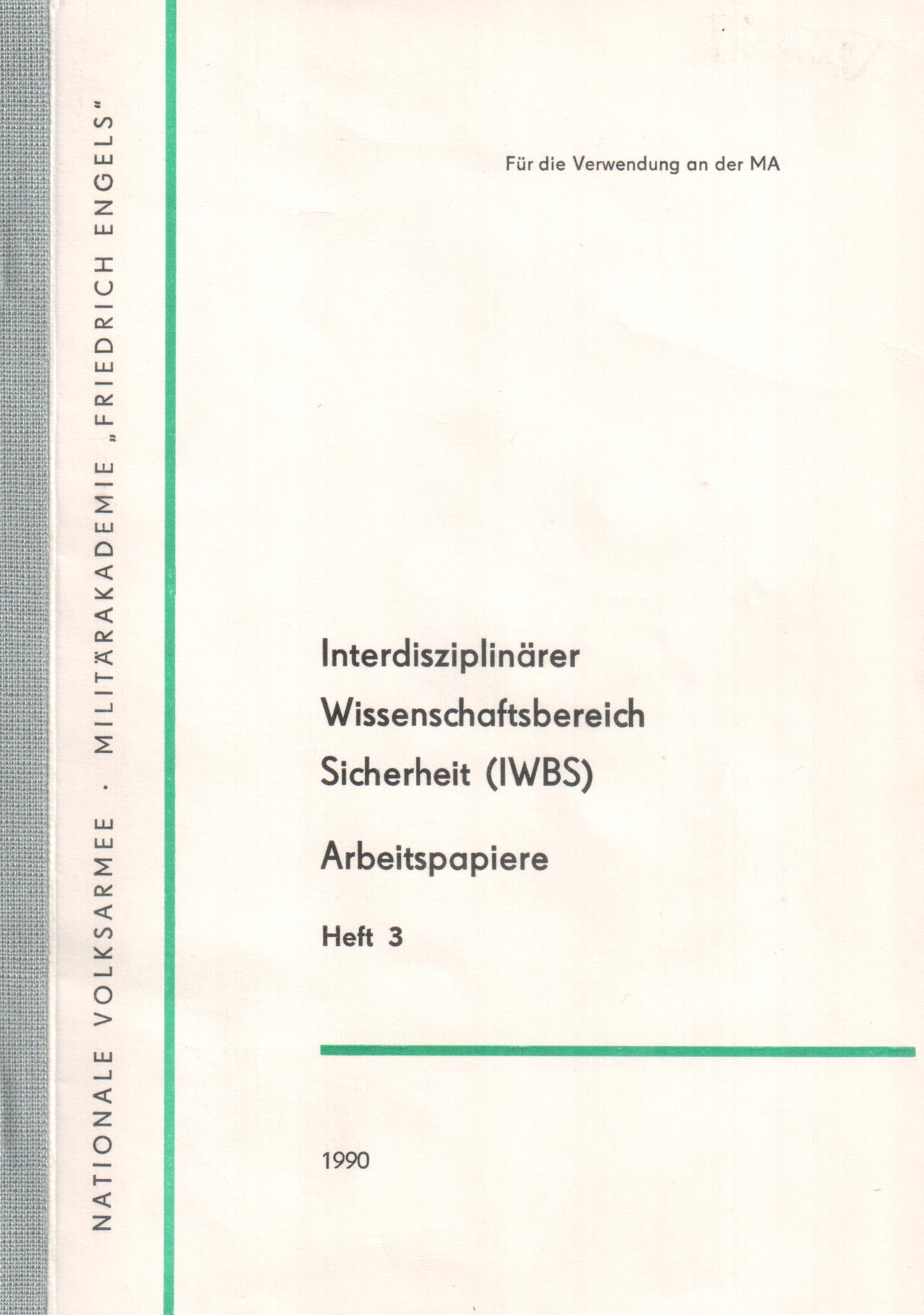
IWBS-Arbeitspapiere, Heft 3, Militärakademie „Friedrich Engels“, Dresden, Sept. 1990.
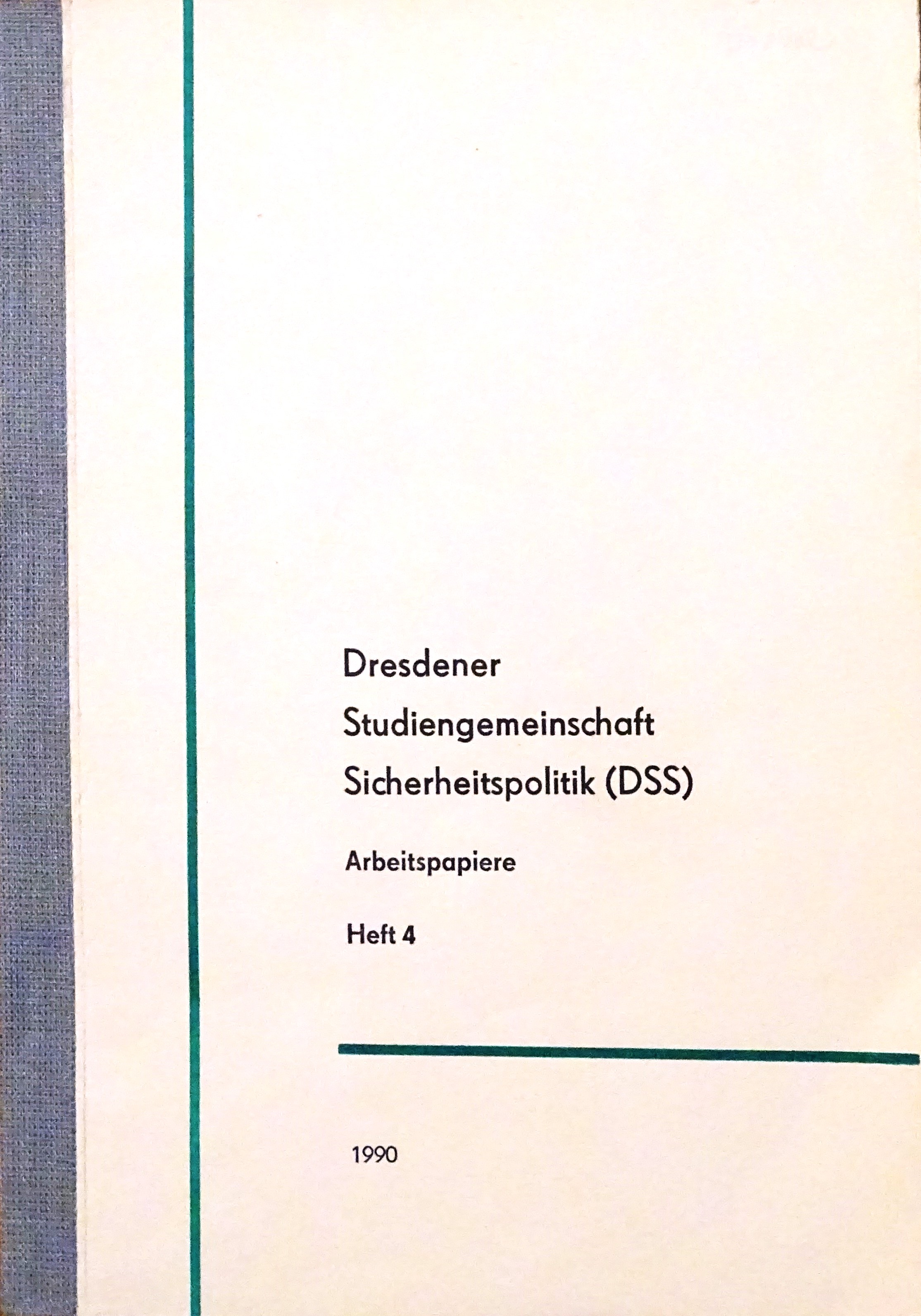
Erstes Heft der DSS-Arbeitspapiere, Heft 4, Dezember 1990. Noch im IWBS-Layout.

Die basisdemokratische Verankerung der Militärreform fand ihre Widerspiegelung in dem am 20. Januar 1990 gegründeten Verband der Berufssoldaten (VBS) der NVA, der bis Ende Februar 1990 auf 37.000 Mitglieder anwuchs, darunter zahlreiche Berufssoldaten der Militärakademie. Die Soldaten forderten ihre Rechte ein. In freier Redaktion erschienen eine Militärakademie-Zeitung sowie akademie-interne Druck- und Streitschriften zu aktuell-politischen Problemen, ohne die bisher üblichen Lektorats- und Verwaltungswege zu durchlaufen.
Die Dresdener Studiengemeinschaft Sicherheitspolitik (DSS) e. V. ging im Oktober 1990, nach Auflösung der NVA, aus dem IWBS hervor. Die ab Dezember 1990 editierten DSS-Arbeitspapiere nahmen IWBS-Thematik, -Layout und Zählung (Heft 4, Abbildung oben) auf.

### Politischer Führungswechsel
Die politischen Machtstrukturen, deren Bestandteil die Militärakademie war, mussten sich im Ergebnis der Volkskammerwahlen vom März 1990 einem politischen Führungswechsel unterziehen. Der neue Minister für Abrüstung und Verteidigung (MfAV) Rainer Eppelmann nährte die Hoffnungen auf ein Fortbestehen eigenständiger Streitkräfte:
- Der Minister proklamierte in der Folgezeit eine 100.000-Mann-Armee und
- ließ die Angehörigen der Streitkräfte neu auf die Staatsflagge der DDR vereidigen.
- Am 8. Juni 1990 wurde durch das MfAV an der Militärakademie ein Institut für Konversion der Streitkräfte gegründet.

Im Juni/Juli 1990 wurden Besuche und Gegenbesuche von Delegationen der Militärakademie „Friedrich Engels“ der NVA (Dresden) unter der Leitung des Chefs der Militärakademie, sowie der Führungsakademie der Bundeswehr (Hamburg) unter Leitung des Kommandeurs der FüAkBw, und danach der Bundesakademie für Wehrverwaltung und Wehrtechnik (Mannheim) mit deren Präsidenten an der Spitze, organisiert.
Die Verleihung der Diplome am 19. Juli 1990 zum Abschluss des Studienjahres 1989/90 stand noch unter der ministeriellen Vorgabe eines zu beginnenden neuen Studienjahres am 1. September, was sich bald als irreal erwies.

### Militärakademie im Vereinigungsprozess
Der Prozess einer Selbstkorrektur und Erneuerung des wissenschaftlichen Lebens an der Akademie kam mit dem raschen deutschen Vereinigungsprozess spätestens Anfang August 1990 zum Erliegen. In dessen Folge wurde das gesamte Wissenschaftspotenzial der Militärakademie freigesetzt, darunter 66 berufene Professoren und Dozenten mit B-Promotion sowie weitere rund 360 Hochschullehrer, davon etwa 190 mit A-Promotion.
Mit Befehl Nr. 48/90 des MfAV entfiel der Ehrenname der Militärakademie. Durch Ministerbefehl erfolgte am 30. September 1990 die Entlassung sämtlicher Generale und des Hauptbestandes der uniformierten Wissenschaftler mit einer dreißig- bis vierzigjährigen Dienstzeit.
Am 1. Oktober erhielten die verbliebenen 685 Angehörigen der NVA vom amtierenden Chef der Militärakademie einen Bescheid über die Weiterverwendung in der Bundeswehr.
Am 2. Oktober 1990 fand ein Abschlussappell der „Militärakademie Dresden“ mit dem verbliebenen zivilen und militärischen Personal statt. Per Ministerbefehl wurden Angehörige wie Zivilbeschäftigte der NVA aus ihren Verpflichtungen entlassen. Die Truppenfahne wurde eingerollt und vom Platz getragen.

### Auflösung der Militärakademie Dresden
Die Militärakademie Dresden wurde mit dem Beitritt der Deutschen Demokratischen Republik zur Bundesrepublik Deutschland am 3. Oktober 1990 als Strukturelement sowie mit dem verbliebenen Personal der Bundeswehr unterstellt. Der bisherige Chef der Militärakademie Oberst der NVA Gerhard Kolitsch wurde im Dienstgrad als Oberst der Bundeswehr mit der weiteren Führung beauftragt und erhielt Unterstützung durch eine kleine Verbindungsgruppe des Bundeswehrkommando Ost.
Am 11. Oktober 1990 verfügte das Bundeswehrkommando Ost die Auflösung der Militärakademie zum Jahresende 1990. Die Auflösung wurde in einem sehr disziplinierten Prozess mit Unterstützung der Verbindungsgruppe vollzogen. Alle weiteren Aktivitäten waren danach auf die geordnete Übergabe/Übernahme der materiellen Mittel und den Einsatz der Zivilbeschäftigten gerichtet.
Das militärische Personal, außer einem kleinen Nachkommando, erhielt Anfang Dezember den Entlassungsbescheid zum 31. Dezember 1990 ausgehändigt.

## Historische Liegenschaften

### Traditionsstandort Dresden
Dresden war jeher eine Garnisonsstadt mit traditionsreichen militärischen Ausbildungseinrichtungen:
- In der königlich-sächsischen Armee befand sich eine Kriegsschule in der Albertstadt.
- Die Infanterie-Schule der Reichswehr wurde im Jahr 1926, wegen Beteiligung am Hitlerputsch (Ende 1923), von München nach Dresden verlegt.[76]
- Ab dem Jahr 1935 bildete die umbenannte Kriegsschule der Wehrmacht in Dresden aus.
- In Klotzsche bei Dresden wurde im Jahr 1935 die große Luftkriegsschule 1 aufgebaut.[77]

Nach 1945 wurde ein Großteil dieser Liegenschaften im Stadtgebiet Dresden von den Streitkräften der UdSSR genutzt. Dazu gehörten (Stand 1990):
- der Stab der 1. Garde-Panzerarmee (1. GPA) – Gebäude Stauffenberg-Allee;
- mehrere Armeetruppenteile der 1. GPA, darunter:
  - Panzeraufklärungsbataillon – Dresden-Nickern,
  - Teile eines Luftsturm-Regimentes – Stauffenberg-Allee,
  - Hubschrauber-Geschwader – Hellerberge,
  - Fla-Raketen-Brigade – Königsbrücker Landstraße,
  - Nachrichten-Regiment – Stauffenberg-Allee, Königsbrücker Landstraße,
- Lazarette – Marienallee und Bautzner Straße.[10]

Mit Verlegung der Volkspolizei-Hochschule im Jahre 1952 wurde Dresden zum Standort der Kasernierten Volkspolizei der DDR.
- Dresden war außerdem Standort der Artillerieschule, ab dem Jahr 1953 für die Kasernierte Volkspolizei (KVP), ab 1956 bis 1963 für die Nationalen Volksarmee (NVA).[78]

Ab dem Jahr 1956 bis 1990 war Dresden ein Standort der Nationalen Volksarmee. In den Liegenschaften waren die folgenden NVA-Formationen untergebracht:
- Militärakademie der NVA – Dresden-Strehlen, August-Bebel-Straße.
- Stab der 7. Panzerdivision (7. PD) – Stauffenberg-Allee;
- Divisionstruppen der 7. PD, darunter das Aufklärungsbataillon (AB-7), das Nachrichtenbataillon (NB-7), zwei Führungsbatterien (CRA, CTLA), die Stabskompanie, das Bataillon Materielle Sicherstellung (BMS-7) – Stauffenberg-Allee sowie das Sanitätsbataillon (SanB-7) – Königsbrücker Straße.
- Transportfliegerstaffel der LSK/NVA – Dresden-Klotzsche.
- Lazarett der NVA – Oberloschwitz.
- Wehrbezirkskommando – Olbrichtplatz;
- Wehrkreiskommandos Dresden Stadt und Dresden-Land – Olbrichtplatz.
- Unterkunftsabteilung (UKA) des MfNV für den Bezirk Dresden.
- Institut für Mechanisierung und Automatisierung der Truppenführung der NVA – Olbrichtplatz.
- (Hochschul-)Sektion Militärisches Transport- und Nachrichtenwesen an der Verkehrshochschule Dresden – Friedrich-List-Platz.
- Militärbibliothek der DDR – Olbrichtplatz.
- Armeemuseum der DDR – Olbrichtplatz.

Ab März 1972 wurden einige militärische Liegenschaften in Dresden vom Armeemuseum der DDR (zuvor seit Februar 1961 als Armeemuseum in Potsdam) sowie von der Militärbibliothek der DDR (zuvor seit 1965 als Deutsche Militärbibliothek in Strausberg) genutzt.
In Dresden wurde im Jahr 1998 die Offizierschule des Heeres der Bundeswehr (zuvor in Hannover) angesiedelt.

### Gebäude in Dresden-Strehlen

#### Errichtung und Nutzung bis 1945
In der heutigen August-Bebel-Straße in Dresden-Strehlen befand sich den monumentalen Gebäuden das vormalige Luftgaukommandos IV der Wehrmacht. Der Gebäudekomplex wurde in den Jahren 1935–1938 nach Entwürfen von Wilhelm Kreis errichtet, der auch das Deutsche Hygiene-Museum Dresden erbaute. Die zum Kriegsende Anfang 1945 teilweise zerstörten Gebäude wurden 1945/46 bereits wieder saniert.

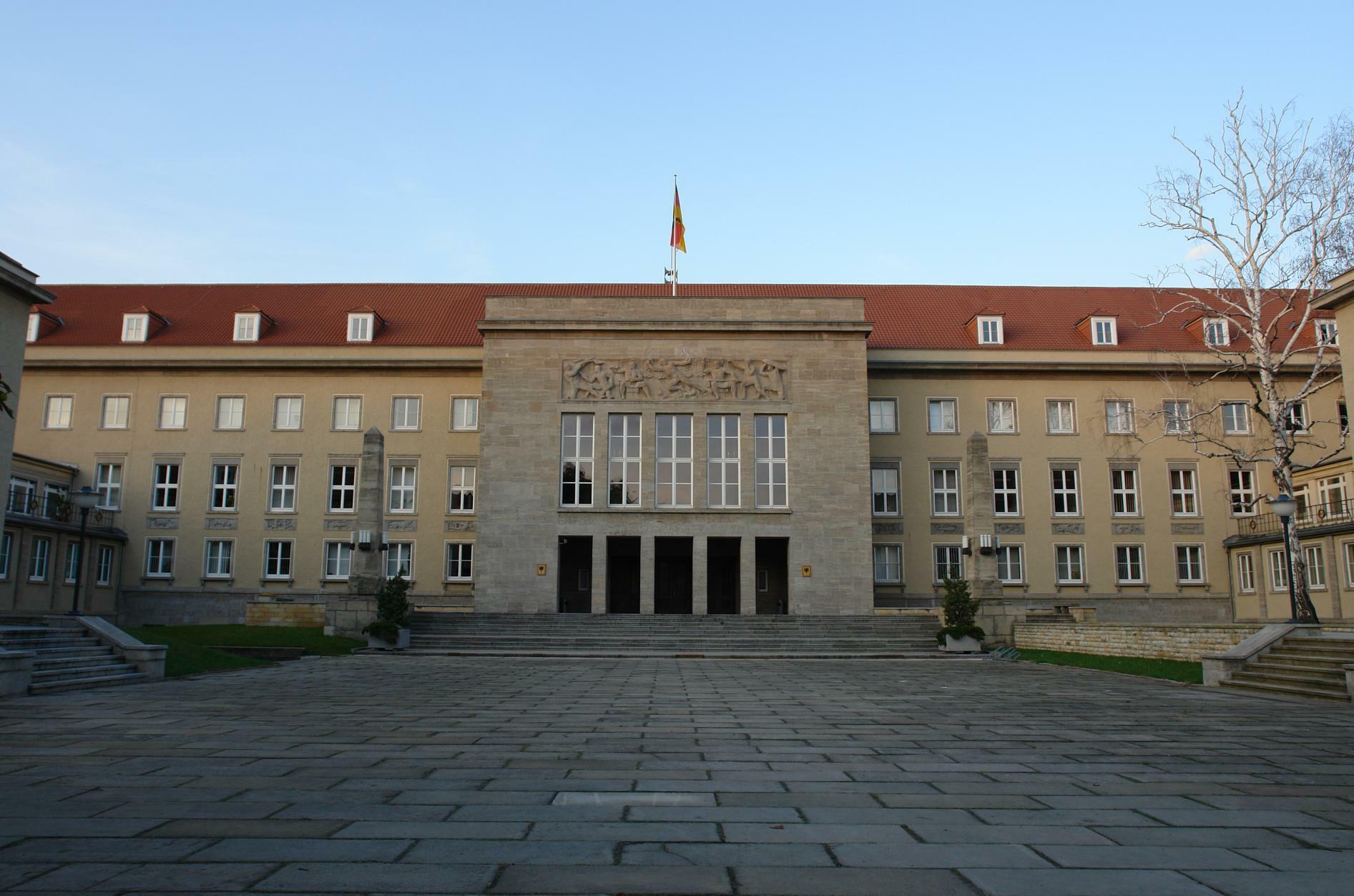
ehm. Luftgaukommando, Dresden-Strehlen (2009)
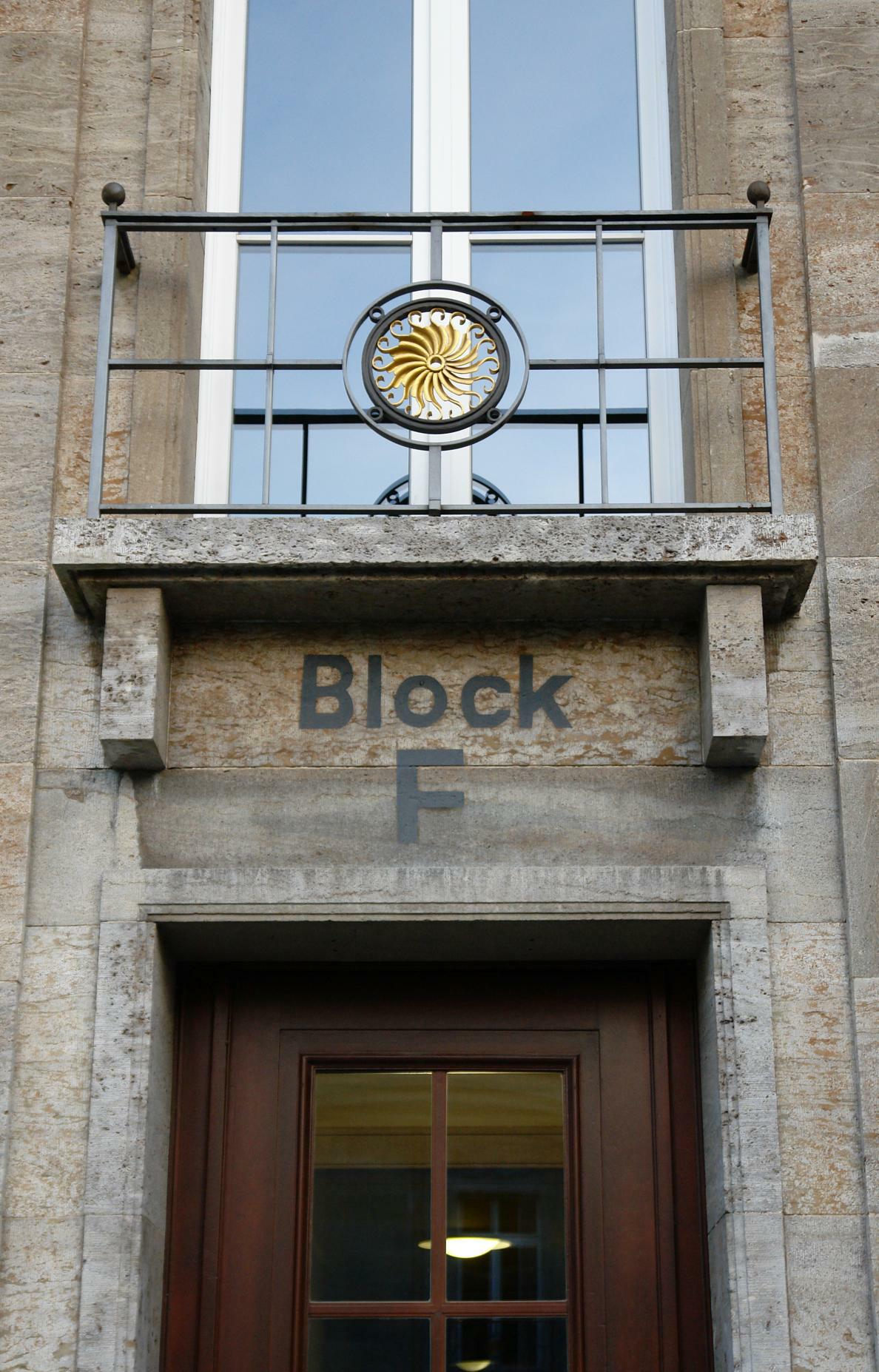
Eingang Block F
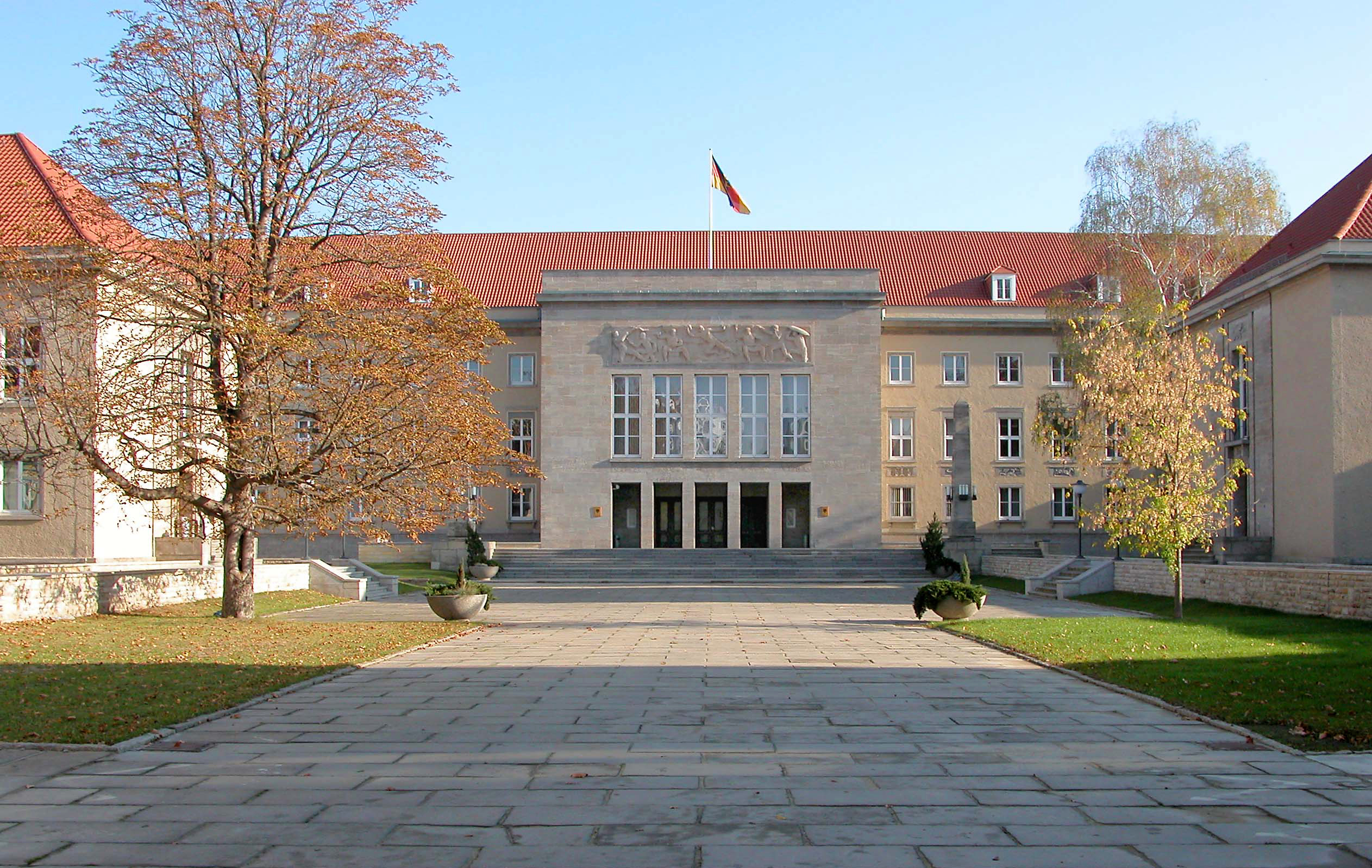
ehem. Militärakademie Dresden, Hauptgebäude Block A.
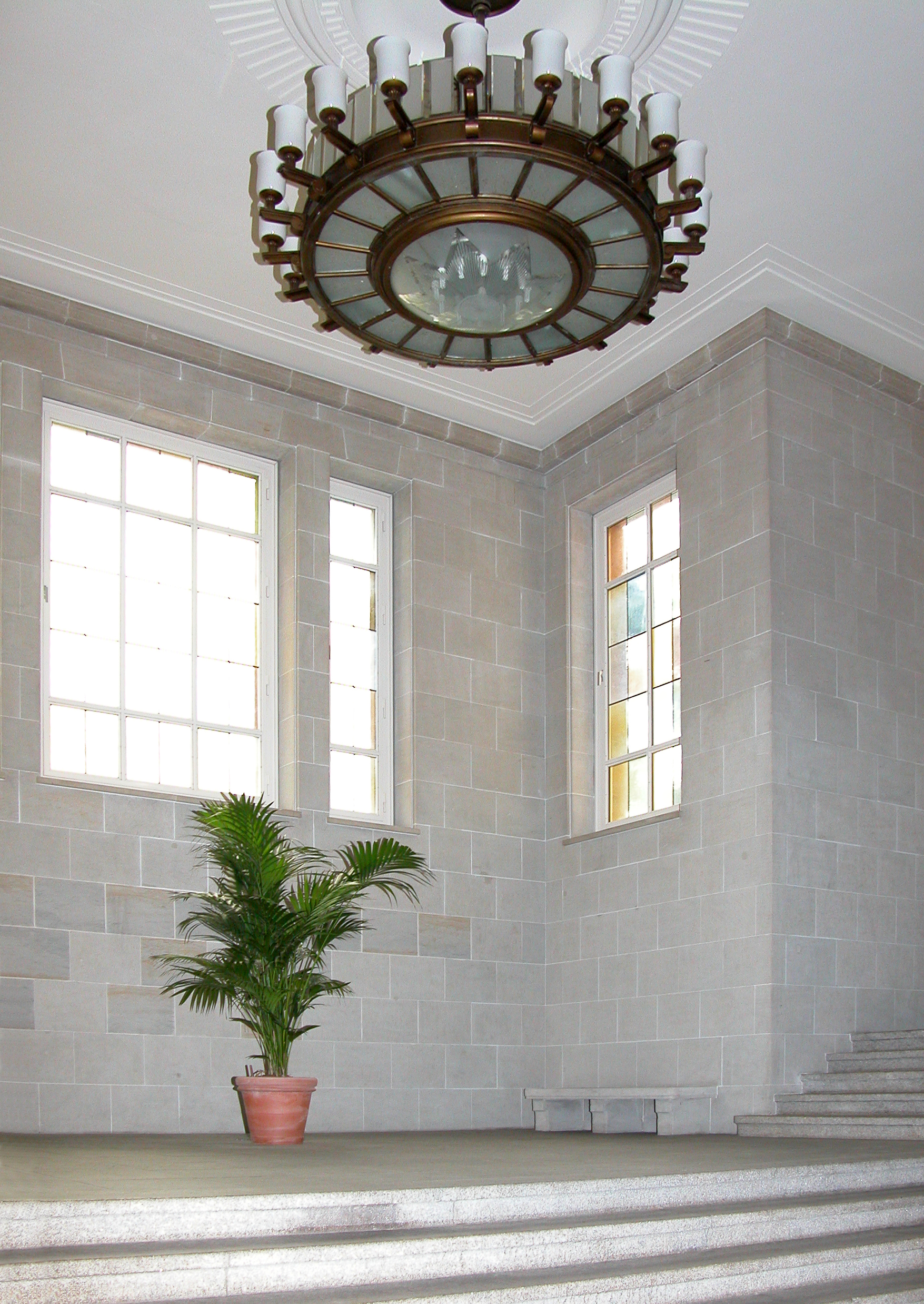
Treppenaufgang vom Eingangsfoyer.

#### Gebäudenutzung 1945–1990
Nach dem Zweiten Weltkrieg bis 1952 nutzten den bereits wieder sanierten Gebäudekomplex zunächst die Landesregierung Sachsen und der Sächsische Landtag.

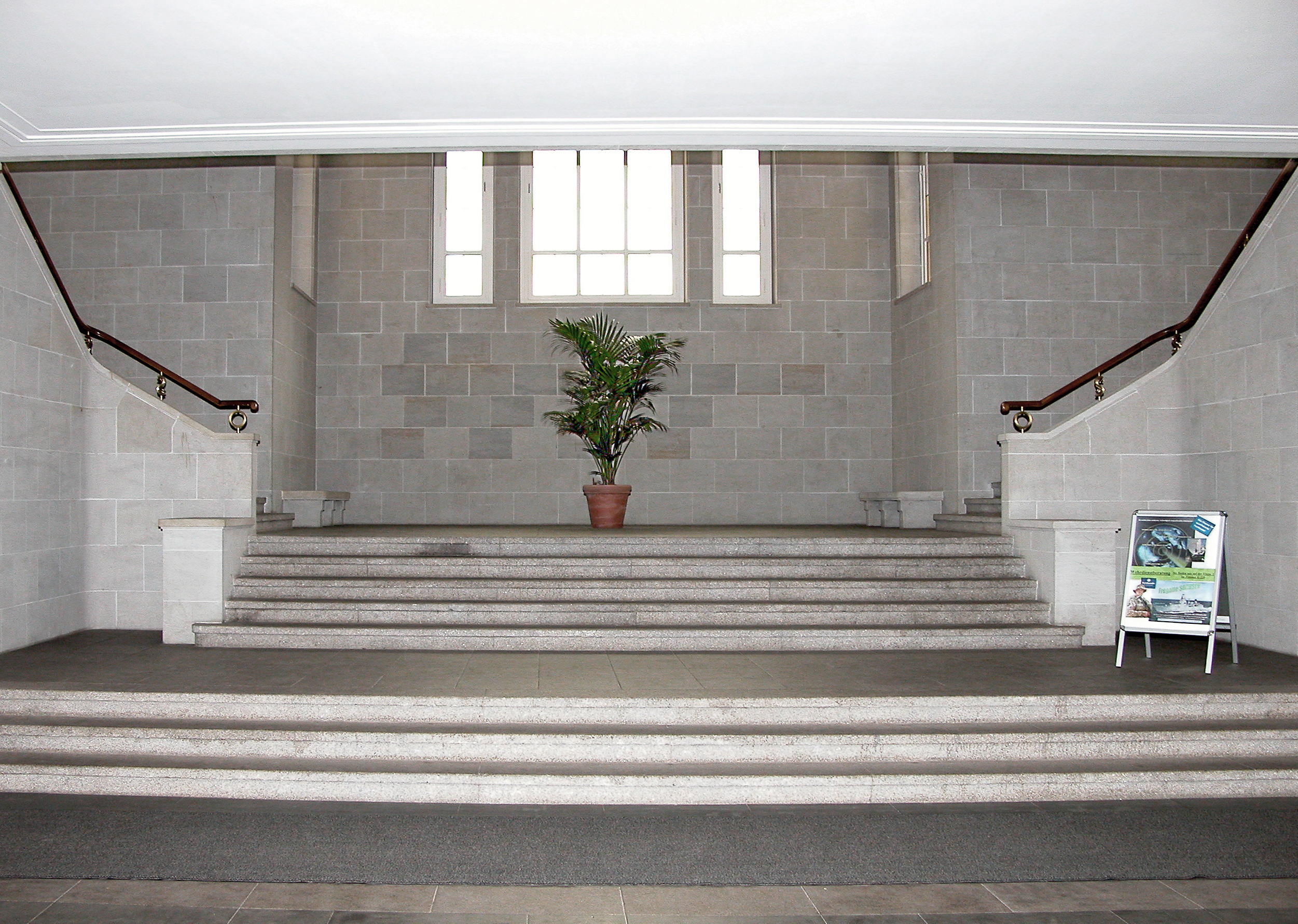
Treppenaufgang im Eingangsfoyer.

Im Jahre 1952 erfolgte die Umgestaltung der Anlage zur Hochschule der Kasernierten Volkspolizei. Im Zuge der Aufstellung der Nationalen Volksarmee übernahm ab 5. Oktober 1956 die neu gebildete Hochschule für Offiziere der NVA diesen Gebäudekomplex.
Ab 5. Januar 1959 bis 1990 nutzte die neu gegründete Militärakademie „Friedrich Engels“ diesen historischen Gebäudekomplex. Bauliche Erweiterungen waren in den Folgejahren erforderlich:
- 1962 Gebäudekomplexes mit Technikhalle (1962), zwei Wohnheime;
- ab 1971 Wirtschaftsgebäude (Küche, Speisesäle), ein weiteres Wohnheim (Hochhaus), physiotherapeutische Einrichtung, ein Lehrgebäude mit drei Auditorien (L-Gebäude);
- ab 1973 Neueinrichtung/Erweiterung der wissenschaftlichen Bibliothek mit Lesesaal;
- 1974 Übernahme und Ausbau des ehem. Clubs der Intelligenz zum Club der Militärakademie mit Restaurant;

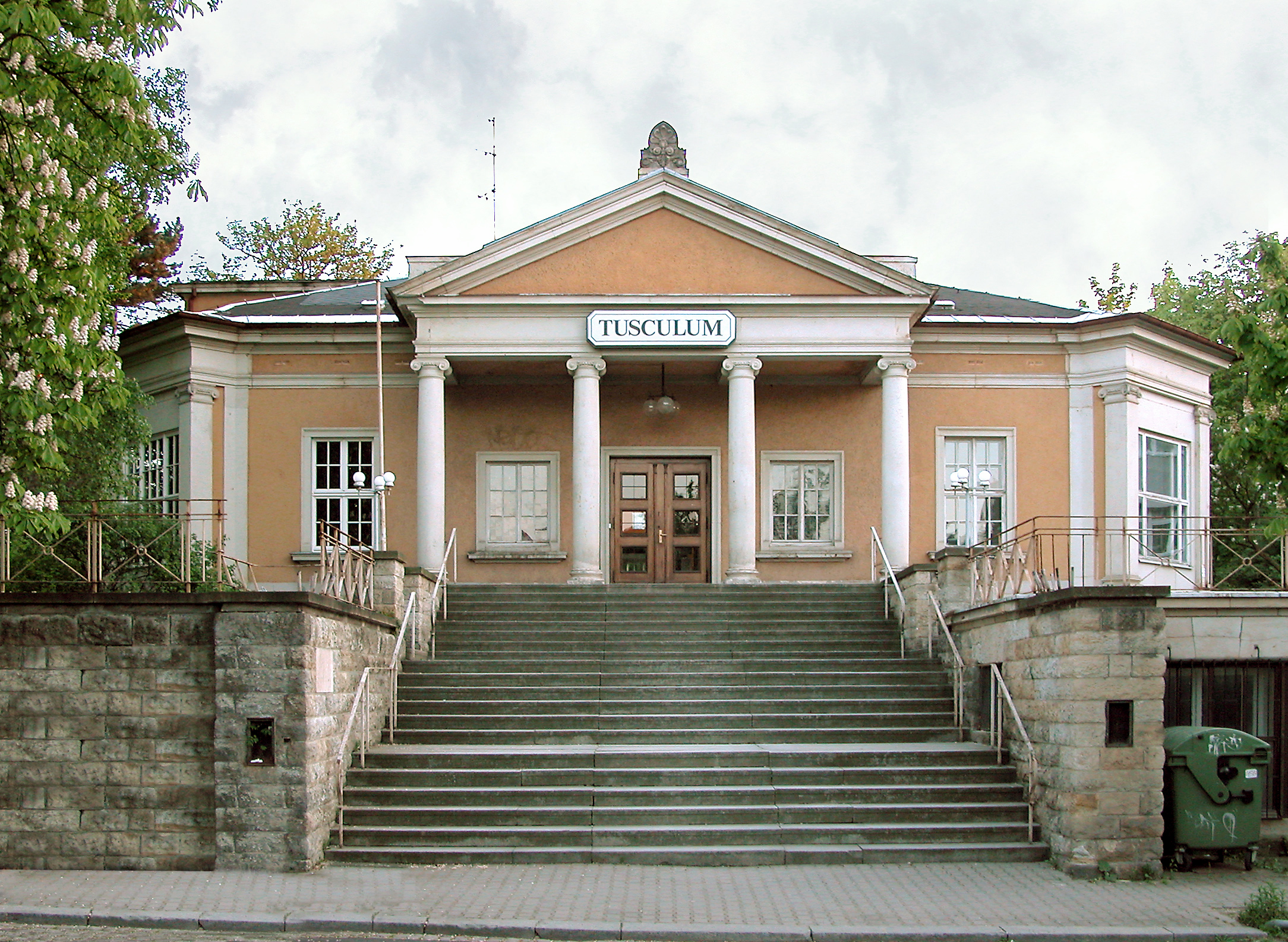
Club der Militärakademie (1974–1990) – Tusculum
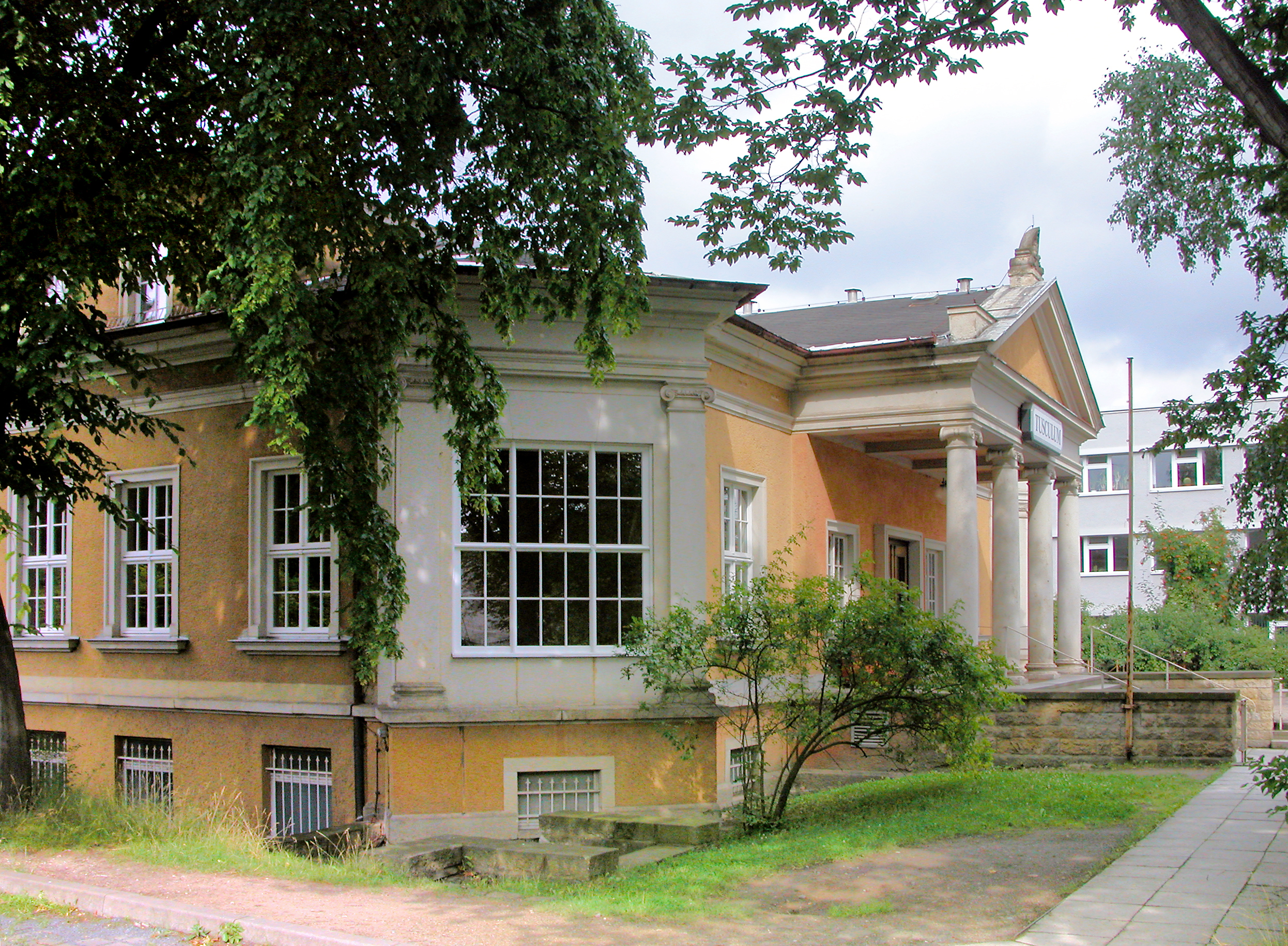
Club der Militärakademie, Seitenansicht.
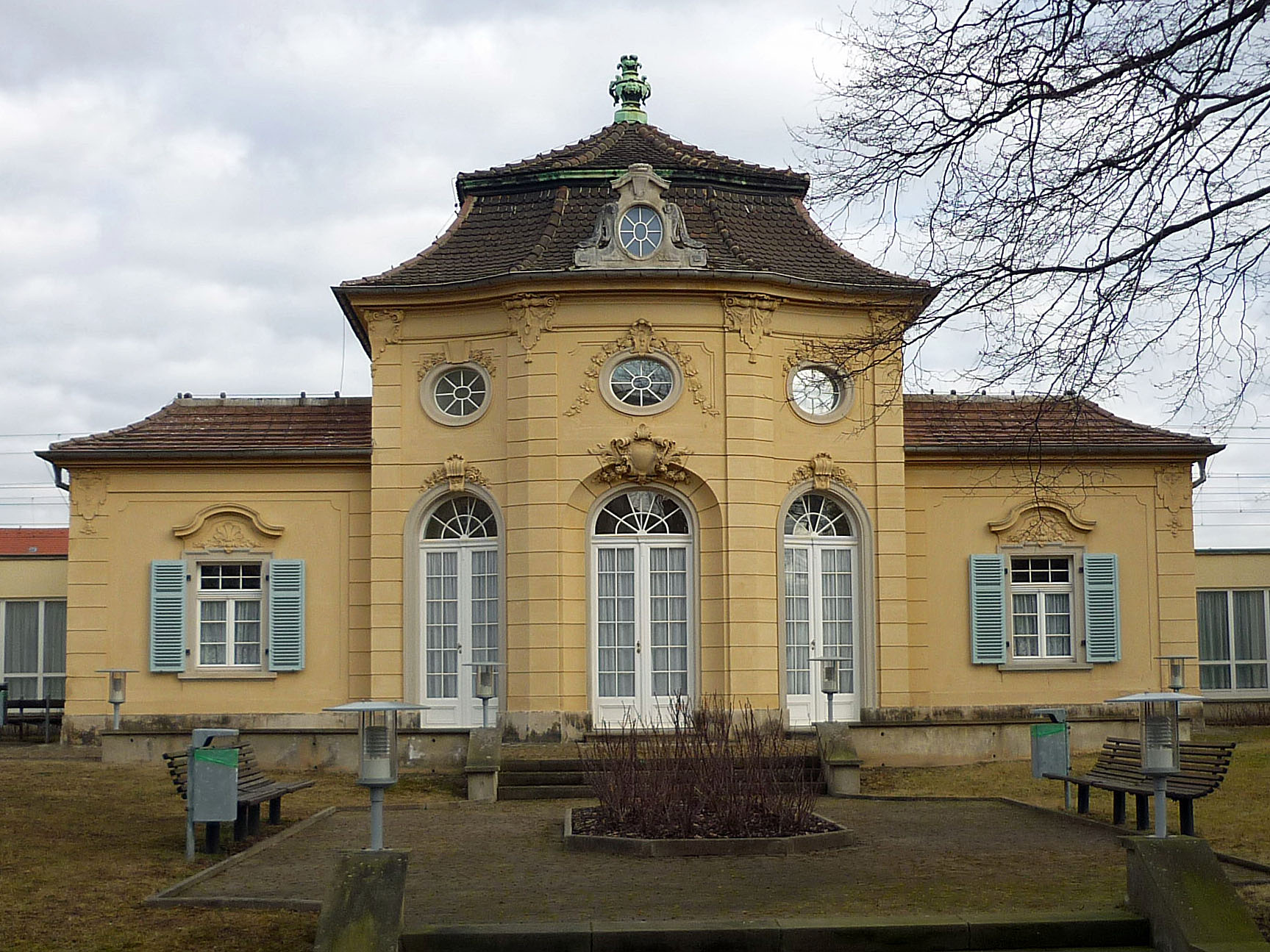
Traditionskabinett MAFE (1988/89), ehem. Königlicher Bahnhof
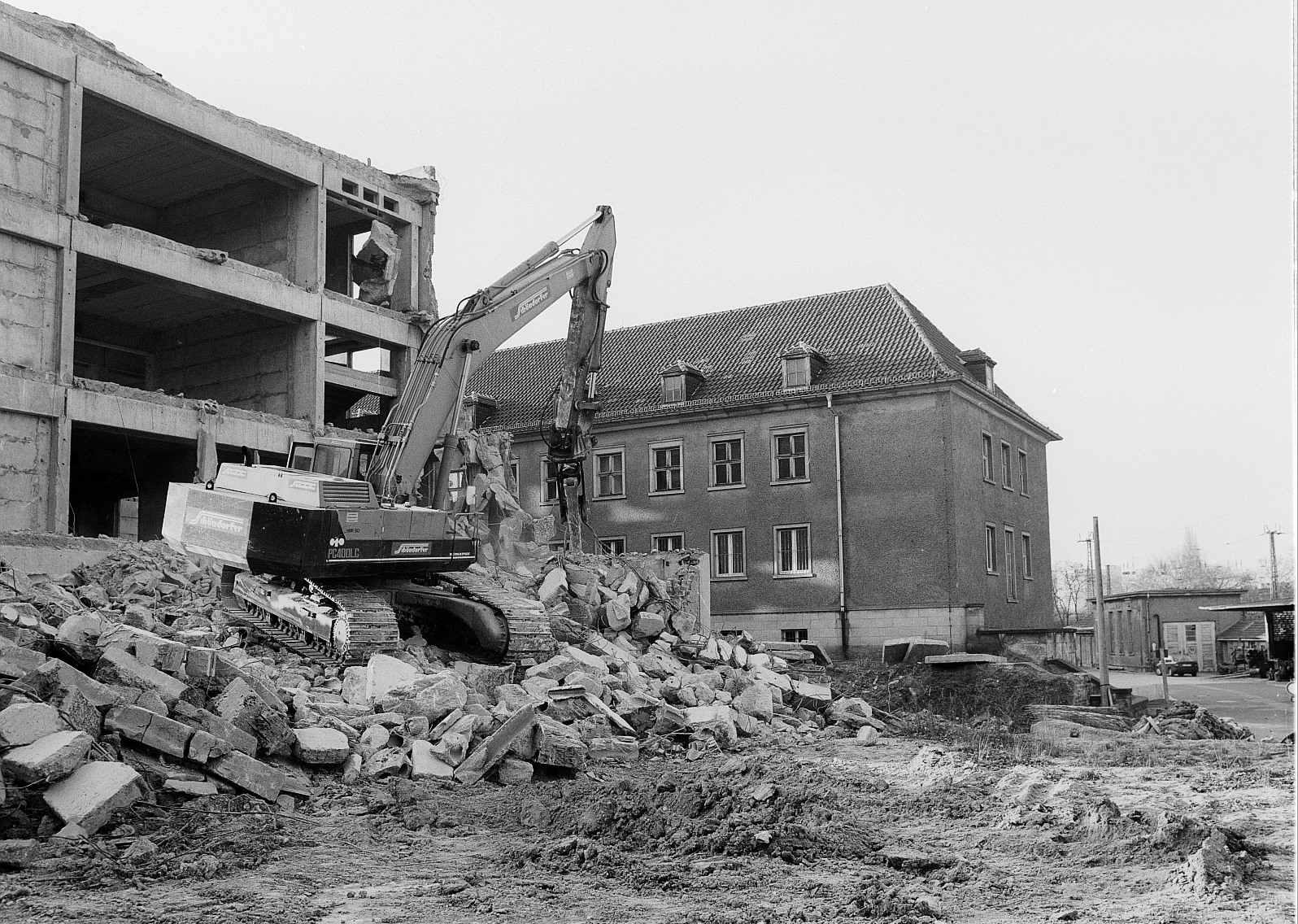
(1992) Rohbau-Abriss des Trainingszentrums der II. Sektion (LaSK).

- Ausbau zum Traditionskabinett der Militärakademie „Friedrich Engels“ (1988/89): der ehemalige „Königliche Bahnhof“ an der Bahnstrecke Děčín–Dresden-Neustadt bei der Königlichen Villa. ⊙
- ab 1978 eine Sporthalle, ein Mehrzweckgebäude für Versorgung und Unterbringung (M-Gebäude) sowie
- Kindergartenausbau, Kinosaal, stationärer Med.-Bereich, Werkstatt-/Technikgebäude

Der weitere Ausbau eines Gefechtstrainingszentrums wurde 1990 eingestellt und nach Auflösung der Militärakademie dieser Rohbau wieder abgerissen.

#### Gebäudenutzung nach 1991

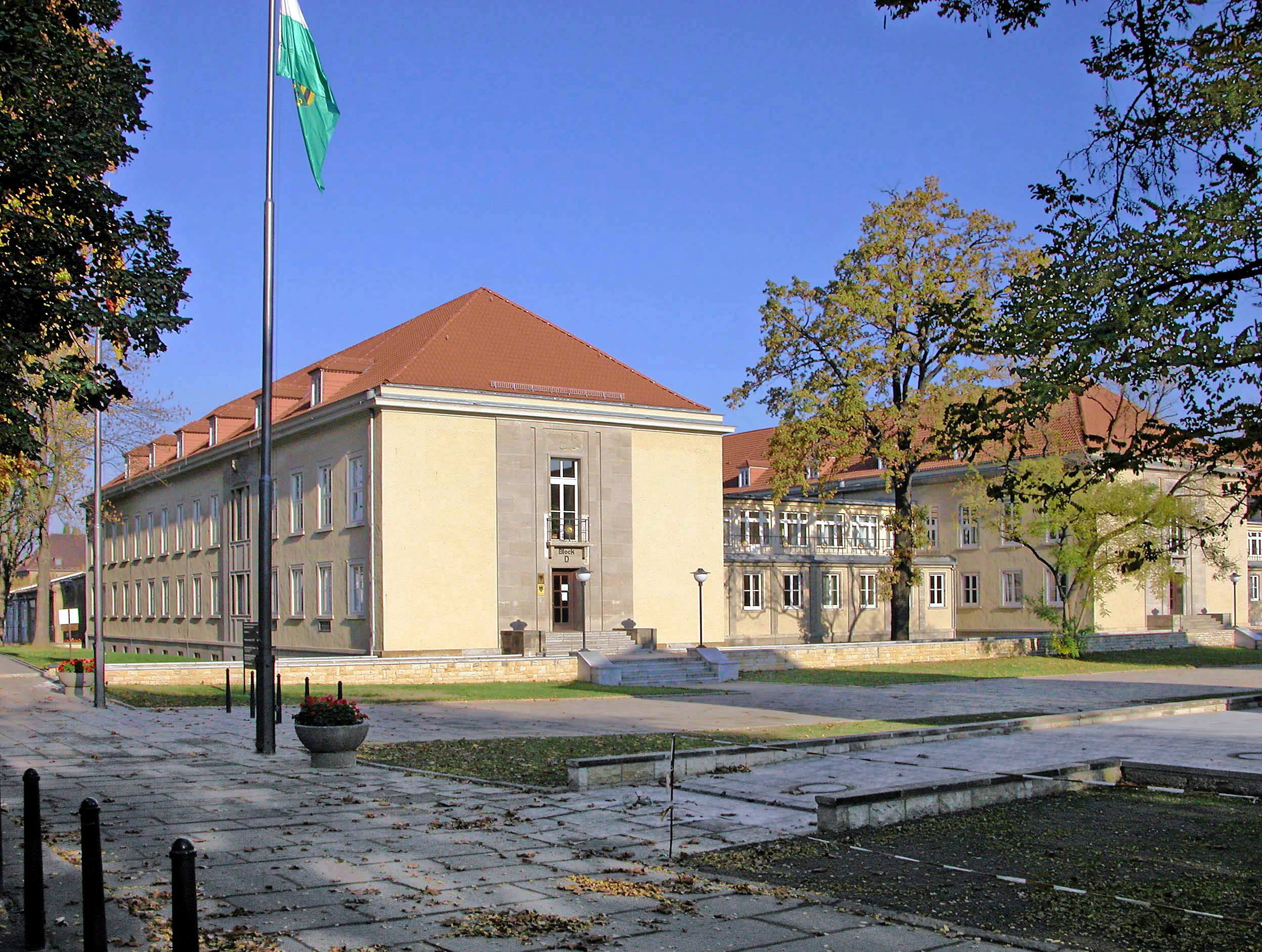
Gebäudekomplex (2016)

Seit 1991 wird das historische Gelände von der Bundeswehr für die Territoriale Wehrverwaltung (Verteidigungsbezirkskommando 76, Kreiswehrersatzamt Dresden) genutzt.
Weitere Nutzungsträger sind:
- das Kompetenzzentrum für Informationstechnologie (KIT) der Bundeswehr
- Teile des Bundesamtes für Informationsmanagement und Informationstechnik der Bundeswehr
- der Verband der Reservisten der Deutschen Bundeswehr

In umliegenden Gebäuden dieses Areals befinden sich heute Einrichtungen der TU Dresden (Philosophische Fakultät, Kino im Kasten).